# عقاب إسفينية الذيل
العُقَاب إسفينية الذيل أو عنس (الاسم العلمي: Aquila audax) هي إحدى الطيور الجارحة المستوطنة في قارة أستراليا بما في ذلك تسمانيا وهي أكبرها هناك. وتوجد أيضًا جنوب غينيا الجديدة. هي عقاب من الحجم الكبير ذات جسم ضَامِر إلى حد ما وأجنحتها شبه عريضة وطويلة، وهي ذات سيقان مسرولة وذيلها طويل وإسفيني ظاهر ، والمنقار قوي وممدود وأقدام قوية جدًا. العقاب إسفينية الذيل ذات لون داكن مماثل ل12 نوعا أخر وهي أحد أفراد جنس العقبان الحقيقية (الاسم العلمي: Aquila) ذي الانتشار العالمي. أشارت الأبحاث الجينية بوضوح إلى أن هذه العقاب لديها إرتباط وثيق إلى حد ما بالأعضاء الآخرين من جنس العقبان الحقيقية.
لونها يتراوح من البني الداكن إلى الأسود، ويبلغ الطول الأقصى للجناحين 2.84 م (9 قدم 4 بوصات) وطول الجسم إلى 1.06 م (3 أقدام و 6 بوصات). العقاب إسفينية الذيل ذات إنتشار كبير في قارتها الأصلية. وتقيم في معظم الموائل الموجودة في أستراليا، بدءًا من الصحراء والمناطق الشبه صحراوية إلى السهول والمناطق الجبلية والغابات، وحتى الغابات الاستوائية المطيرة أحيانًا. ومع ذلك، تكون الموائل المفضلة لهذا الطائر تلك البيئة ذات تضاريس متنوعة بما في ذلك المناطق الصخرية والتضاريس المفتوحة ذات الأشجار الأصلية مثل الأوكالبتوس.
تصطاد العقاب إسفينية الذيل مجموعة واسعة من الفرائس، بما في ذلك الطيور والزواحف والثدييات متضمنةً كبيرة الحجم منها. كان إدخال الأرنب الأوروبي (الاسم العلمي:Oryctolagus cuniculus) نعمة للعقبان إسفينية الذيل فهي تصطاد هذا النوع وغيرها من الأنواع الغازية بكميات ضخمة، على الرغم من أن هذه العقاب تقتات عمومًا على الجرابيات، ويشمل ذلك الكنغريات الكبيرة. بالإضافة إلى ذلك، غالبًا ما تأكل هذه العقبان الكثير من الجيف، خاصة عندما تكون يافعة. يميل هذا النوع إلى التزاوج لعدة سنوات، وربما تتزاوج مدى الحياة. عادة ما تبني هذه العقبان عشًا كبيرًا في شجرة ضخمة، وتضع عادةً بيضتين، على الرغم من أنها في بعض الأحيان تضع من 1 إلى 4 بيضات. عادة ما تنجح جهود التربية وينجو فرخ أو اثنان، وتميل الطيور اليافعة بعد بضعة أشهر إلى التفرق والانتشار على نطاق واسع. عادةً ما تُعزى حالات فشل التعشيش إلى التدخل البشري مثل نشاط قطع الأشجار والتغييرات الأخرى، والتي تؤدي إلى تدهور الموائل والتسبب بالاضطرابات. من المعروف أن هذا النوع حساس للغاية للإزعاج البشري قرب العش، مما قد يؤدي إلى هجر العش والصغار. على الرغم من الاضطهاد التاريخي الشديد للعقبان إسفينية الذيل من قبل البشر عن طريق تسميمها وإطلاق النار عليها، بذريعة أنها تفترس الأغنام حسب زعم المزارعين، فقد أثبتت هذه العقبان قدرتها على الصمود صمودًا استثنائيًا وقد انتعشت أعدادها بسرعة إلى أرقام مماثلة أو حتى أعلى مما كانت عليه قبل الاستعمار، ويرجع الفضل في ذلك جزئيًا إلى تقديم البشر عن غير قصد عدة مصادر غذائية مثل الأرانب وكميات كبيرة من قتل الطرقات.

## التَّصنِيف
وُصِف هذا النوع وصفاً علمياً للمرة الأولى من طرف عالم الطيور الإنجليزي جون لاثام في عام 1801 فسماه (الاسم العلمي: Vultur audax). حاليا يُستخدم جنس Vultur اليوم فقط لطائر من عائلة نسور العالم الجديد، وهو كندور الأنديز (الاسم العلمي:Vultur gryphus). الكلمة اللاتينية (audax) في الاسم العلمي، مشتقة من الكلمة اللاتينية (audac)، والتي تعني «جريئة»، ما يشير إلى التصرف الملحوظ لهذه الطيور الجارحة، ربما عند الصيد (على الرغم من أن هذا النوع عمومًا حذر للغاية بخلاف ذلك بل حتى «خجول» تجاه البشر). في وقت من الأوقات، صُنفت العقاب إسفينية الذيل في جنس خاص بها (الاسم العلمي:Uroaetus)، ربما بسبب شكلها الفريد. ومع ذلك، في كثير من نواحي مثل الشكل والمظهر والسلوك وتاريخ من الواضح أن هذا النوع يشبه إلى حد كبير لأنواع الأخرى في جنس عقبان حقيقية (الاسم العلمي:Aquila). العقبان الحقيقية هي جزء من الفصيلة الفرعية «العقابيات» (الاسم العلمي:Aquilinae)، التي تتبع لفصيلة أكبر ألا وهي البازية (الاسم العلمي:Accipitridae). يشار إلى هذه الفصيلة الفرعية عادة باسم العقبان المسرولة أو أحيانًا بالعقبان الحقيقية. يمكن تمييز هذه الأنواع عن معظم بازيات الشكل الأخرى من خلال تغطية الريش لسيقانها، بغض النظر عن التوزيع. مع نحو 39 نوعًا أو نحو ذلك، تتوزع العقابيات في كل القارات، باستثناء القارة القطبية الجنوبية.

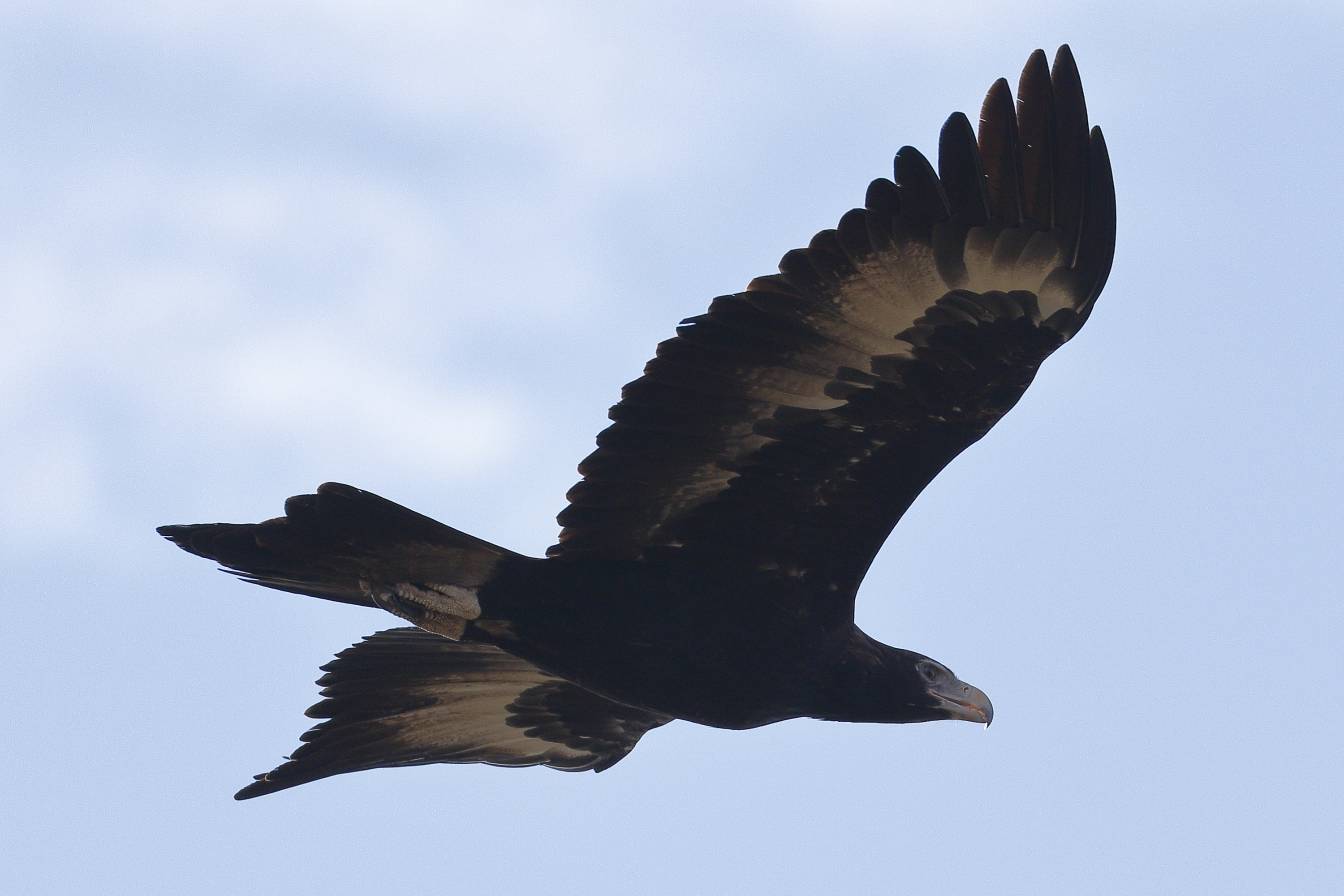
عقاب إسفينية الذيل بالغة في بحيرة بورومبيت أثناء الطيران.

من خلال مجموعة متنوعة من اختبارات علم الوراثة، إلى حد كبير عبر حمض ميتوكوندريا وجينات الحمض نووي للنواة، تحدَّد أن العقبان إسفينية الذيل ترتبط مع بقية أفراد جنس العقبان الحقيقية الأخرى. الأنواع التي وجدت أنها تشترك في معظم أوجه التشابه الوراثي هي العقاب الخدارية (الاسم العلمي:Aquila verreauxii) القاطنة في إفريقيا. ومع ذلك، من الواضح أن عقاب غروناي (الاسم العلمي:Aquila gurneyi)، وهي عقاب متماثلة في الغالب ولكنها متشابه ظاهريًا إلى حد ما، من الواضح أن لها علاقة وثيقة جدًا بالعقاب إسفينية الذيل، ومن المحتمل أن يكون الاثنان من الأنواع الشقيقة، على الأرجح نَشْئاً من نفس الإشعاع عبر منطقة المحيطين الهندي والهادئ. تشكل هذه الأنواع، العقبان إسفينية الذيل، وعقبان غروناي والعقبان الخدارية، فرعا حيويا أو مجمع أنواع مع العقاب الذهبية (الاسم العلمي:Aquila chrysaetos)، وهي أكثر الأنواع انتشارًا في عائلة بازيات الشكل بأكملها، فضلاً عن اختلافها ظاهريًا (أصغر حجمًا وبطن أكثر شحوبًا ولكنها قويًة أيضًا) العقبان مثل عقاب بونلي (الاسم العلمي:Aquila fasciata)، والعقبان البازية الإفريقية (الاسم العلمي:Aquila spilogaster) وعقبان كاسين (الاسم العلمي:Aquila africanus)، الثلاثة الأخيرة كانوا يعتبرون ذات مرة أعضاء من جنس مختلف. بخلاف الأنواع المذكورة أعلاه، يُعتقد أن الأنواع الأربعة الأخرى من جنس العقبان الحقيقية بينما تشبه ظاهريًا العقبان مثل العقبان الذهبية والعقبان إسفينية الذيل، كونها كبيرة وداكنة وبنية وذات أجنحة عريضة طويلة، تشكل كلاً منفصلاً بناءً على الاختبارات الجينية وهي شبه مائلة من أعضاء ما يمكن أن يسمى فرع العقاب الذهبية الحيوي. الطيور الأخرى ذات الصلة، حاليًا من خارج جنس العقبان الحقيقية، هي الأنواع من جنس «العقبان المرقطة» (الاسم العلمي:clanga) ذات الحجم الصغير إلى المتوسط والعقبان الصغيرة جدًا من جنس (الاسم العلمي:Hieraeetus) موجودة على نطاق واسع. أحد أفراد الجنس الأخير هو العقابي الوحيد الموجود على نطاق واسع في أستراليا، وهي العقاب الصغيرة (الاسم العلمي:Hieraaetus morphnoides).

### النويعات
للعقاب أسفينية الذيل نوعين فرعيين. ومع ذلك، فقد شُكك في صحة النوعين الفرعيين، ويرجع ذلك إلى حد كبير إلى أن الاختلافات المصرح عنها في كل من الحجم والتلوين يمكن أن تُعزى إلى تنوع السمات وأن بعض التجمعات المعزولة قد لا تزال في مرحلة وسيطة من تكوين فرعي.
- النُويعة الجسورة (A.a.audax) (لاثام، 1801): توجد هذه النُويعة في قارة أستراليا بأكملها وكذلك في جنوب غينيا الجديدة.
- النُويعة الفليائيَّة (A.a.fleayi) (كوندون وأمادون، 1954): هذه النويعة مستوطنة في تسمانيا. سُميت تكريما لديفيد فلي، عالم الطبيعة الأسترالي الذي كان أول من اقترح الاختلافات في هذه النويعة.[11] تختلف النُويعة الفليائيَّة عن النُويعة الجسورة في البر الرئيسي من حيث الحجم والتلوين.[7] هي أكبر من عِقبان البر الرئيسي بينما يقال إن الأخيرة تملك براثن كبيرة.[23] علاوة على ذلك، إن لون هذه النويعة بني غامق بدلاً من اللون الأسود للنويعة الجسورة مع تلوين برتقالي مائل للبياض على مؤخرة العنق بدلاً من الريش البني المحمر هناك.[7][11] الطيور اليافعة أكثر شحوبا ورملية من العِقبان في البر الرئيسي.[11][12]

## الوصف

### المظهر

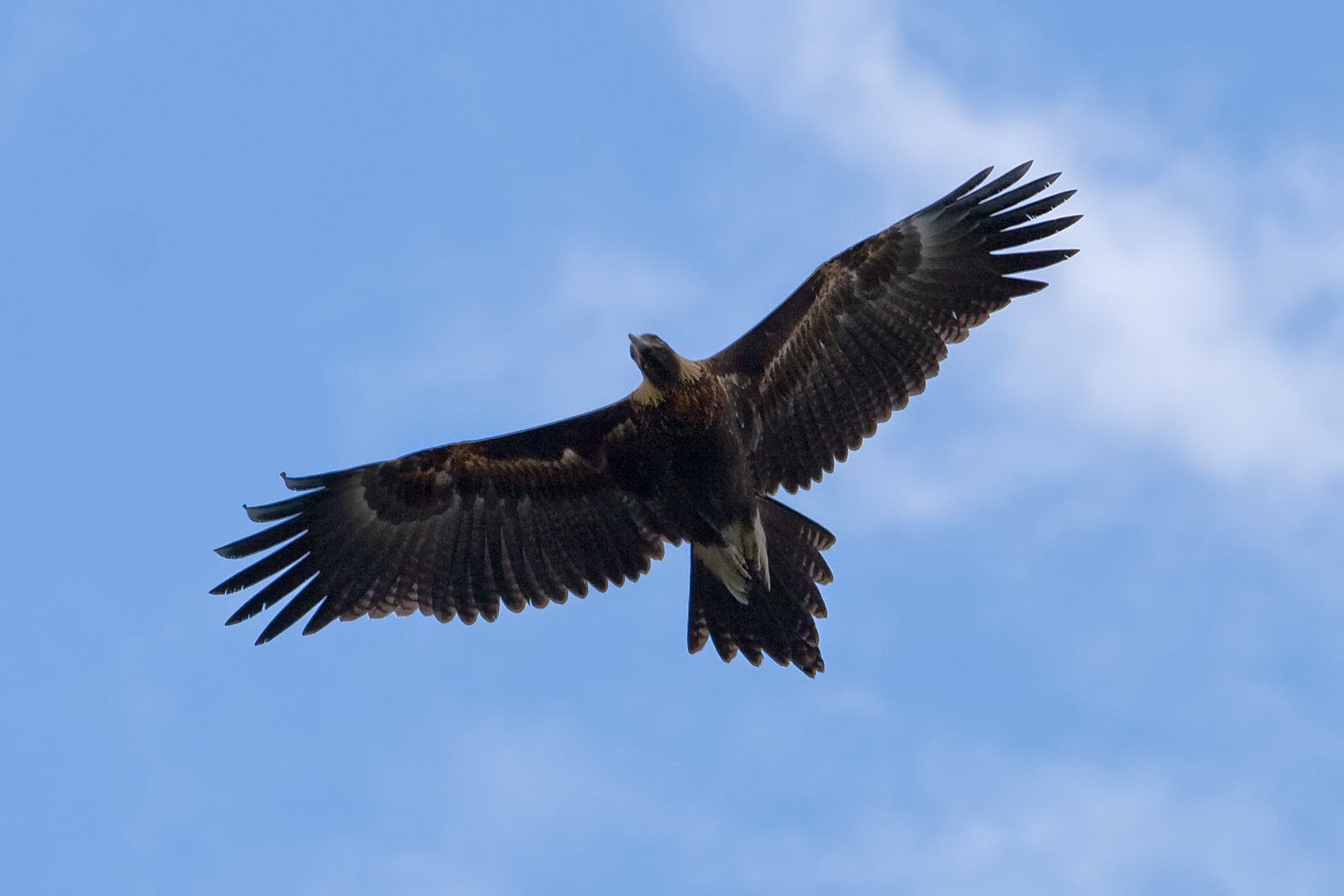
أثناء الطيران، يمكن رؤية الذيل الإسفيني بوضوح.

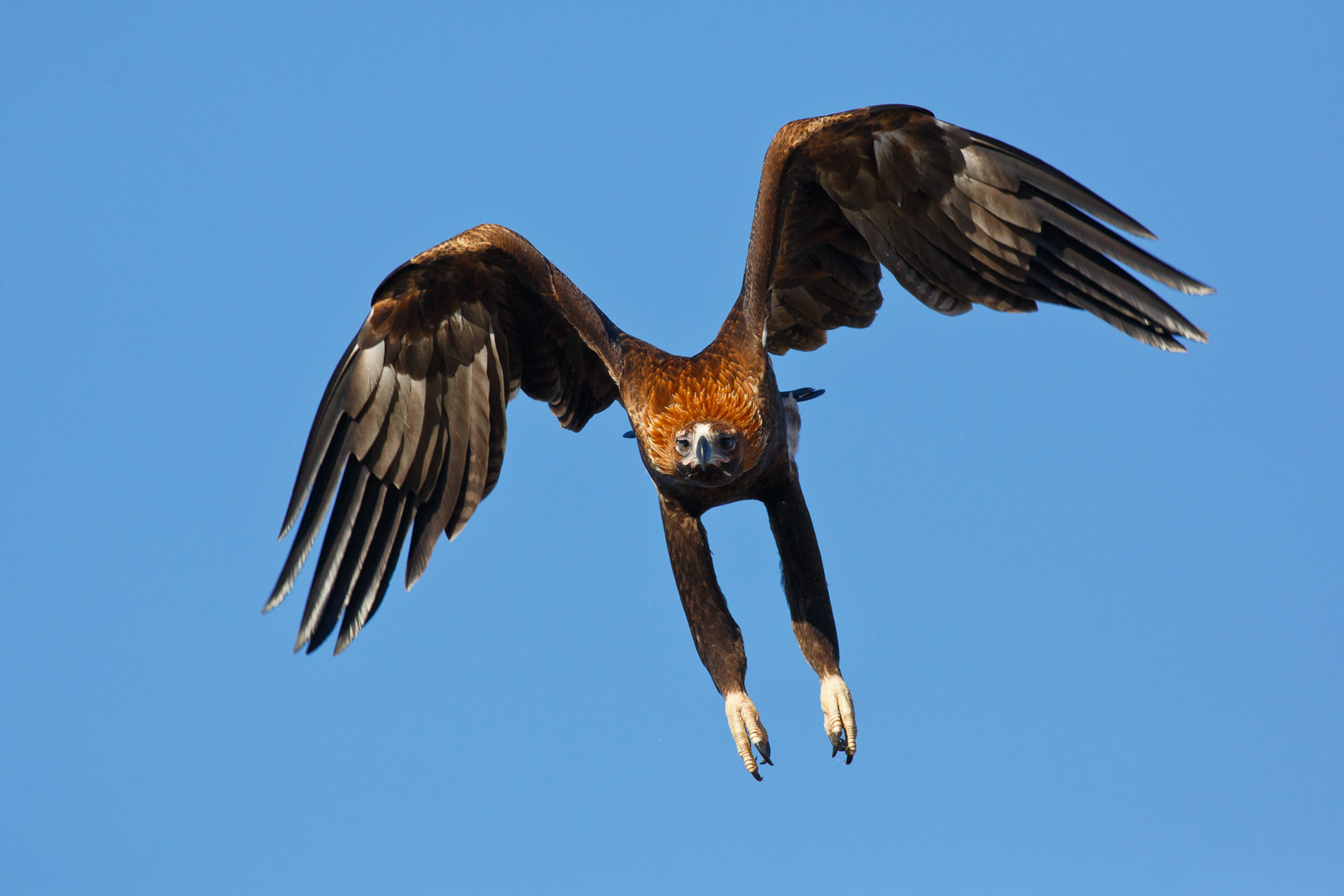
تظهر الأرجل الطويلة المسرولة لهذه الأنثى البالغة عند الإقلاع من مجثمها بوضوح.

العقاب إسفينية الذيل ذات حجم كبير وجسم نحيف، لونها أسود وأحيانا يكون اللون قطرانيا إلى بني مفحم وهذا يختلف هذا من طائر إلى أخر تملك هذه العقاب منقارا قويا والرأس صغير نسبيًا ومسطح إلى حد ما ولها رقبة طويلة تشبه العنق النسور. أيضا لها سيقان مسرولة فضفاضة وبراثن بارزة. يميل هذا النوع إلى الوقوف وقوفًا مَكْشُوفًا على الأشجار الميتة أو أعمدة المرافق أو الصخور أو الأرض المفتوحة في بعض الأحيان. تمتد الأجنحته الطويلة إلى أسفل ويظهر ذيله الطويل إسفيني الواضح حتى أثناء الجثوم. لدى هذه العقاب نسبة كبيرة من جلد الوجه العاري يُعتقد أنه تكيف مع المناخ الدافئ وليس لأكل الجيف كما النسور. على الريش الأسود، يبرز ريش ذي لون بني داكن على الرقبة، بالإضافة إلى اللون البني الباهت إلى الحمرة في غطاء المذرق وشريط مرقش رمادي ضارب للبني ضيق عبر «أغطية الجناح الكبرى». لا يمكن تمييز الجنسين بواسطة لون الريش. الطيور اليافعة لونها بني داكن عمومًا مع حواف ريش محمر ورأس شاحب ومخطط إلى حد ما. وغطاء المذرق بني فاتح، وبني محمر فاتح إلى ذهبي في الرقبة مع لون مماثل يمتد أحيانًا إلى الظهر والجناح. يعتبر شريط الجناح أكثر بروزًا من تلك الخاصة بالبالغين، ويمتد إلى الأغطية المتوسطة وأحيانًا إلى الأغطية الصغرى. في حالات نادرة، قد يكون اليافع أسود باهتًا، ويفتقر إلى الحواف المحمرة أو شريط الجناح. العقبان اليافعة تبقى بالمظهر نفسه إلى حد كبير بحلول السنة الثانية إلى الرابعة وبشريط جناح ضيق. تصبح أكثر قتامة في نحو العام الخامس مع عنق أحمر بني وشريط جناح ضيق. لا تحصل على ريش الناضجين حتى السنة السابعة أو الثامنة، على الرغم من أنه يمكن اعتبار النضج الجنسي مبكرًا في سن الخامسة. البالغون لديهم عيون بنية داكنة، في حين أن اليافعين لديهم عيون مشابهة ولكن عادة ما تكون أغمق قليلاً. غالبا ما تكون العقبان إسفينية الذيل ذات لون أبيض قشدي على مستوى المنقار والقدمين على الرغم من أنها يمكن أن تكون صفراء باهتة، خصوصا لدى اليافعين. العقاب إسفينية الذيل لديها عملية انسلاخ فريدة من نوعها حيث أنها تنسلخ انسلاخًا مستمرًا وببطء شديد، وقد يستغرق الأمر 3 سنوات أو أكثر حتى تكمل عقاب من هذا النوع الانسلاخ كليا. تتوقف هذه العملية فقط في أوقات المجاعة ويحدث تدريجيًا بحيث لا يعيق قدرة الطائر على الطيران أو الصيد. أثناء الطيران، تظهر العقاب إسفينية الذيل كجارح داكن كبير جدًا برأس بارز جدا، وأجنحة طويلة وضيقة نسبيًا تكون متوازية إلى حد ما عند الارتفاع والأكثر وضوحًا الذيل الطويل ذي الشكل إسفيني. المظهر يختلف مميزًا إلى حد ما عن أي طائر جارح آخر في العالم.

### الحجم
تزن أنثى العقاب إسفينية الذيل ما بين 3.0 و 5.8 كيلوغرام (6.6 و 12.8 رطل) ، بينما تزن الذكور الأصغر 2 إلى 4 كيلوغرام (4.4 إلى 8.8 رطل) . يتراوح الطول بين 81 و 106 سنتيمتر (32 و 42 بوصة) ويكون طول الجناح عادة بين 182 و 232 سنتيمتر (6 قدم 0 بوصة و 7 قدم 7 بوصة) . في عام 1930، كان متوسط وزن وأجنحة 43 طائرًا 3.4 كيلوغرام (7.5 رطل) و 204.3 سنتيمتر (6 قدم 8 بوصة) . كانت نفس الأرقام المتوسطة لمسح 126 عقابا في عام 1932 هي 3.63 كيلوغرام (8.0 رطل) و 226 سنتيمتر (7 قدم 5 بوصة) ، على التوالي. أكبر طول جناحين جرى التحقق منه لعقاب من هذا النوع أنثى قُتلت في تسمانيا عام 1931 كان طول جناحيها 284 سنتيمتر (9 قدم 4 بوصة) ، وقياس أنثى أخرى أصغر بالكاد عند 279 سنتيمتر (9 قدم 2 بوصة) . ومع ذلك، فقد قُدمت ادعاءات مماثلة لعقاب ستيلر البحرية، والذي قيل أيضًا أنها وصلت أو تجاوزت 274 سم (9 قدم) في جناحيها. الادعاءات المبلغ عنها لعقبان طول جناحيها بين 312 سنتيمتر (10 قدم 3 بوصة) و340 سنتيمتر (11 قدم 2 بوصة) غير موثوق بها. الطول الكبير وامتداد جناحي هذه العقاب يجعلها من بين أكبر العقبان في العالم، لكن جناحيها، اللذان يزيد ارتفاعهما 65 سنتيمتر (26 بوصة) والذيل عند 45 سنتيمتر (18 بوصة)، ممدودان مدًّا غير عادي لوزن جسمها، وثمانية أو تسعة أنواع من العقبان الأخرى تفوقه في هذا.

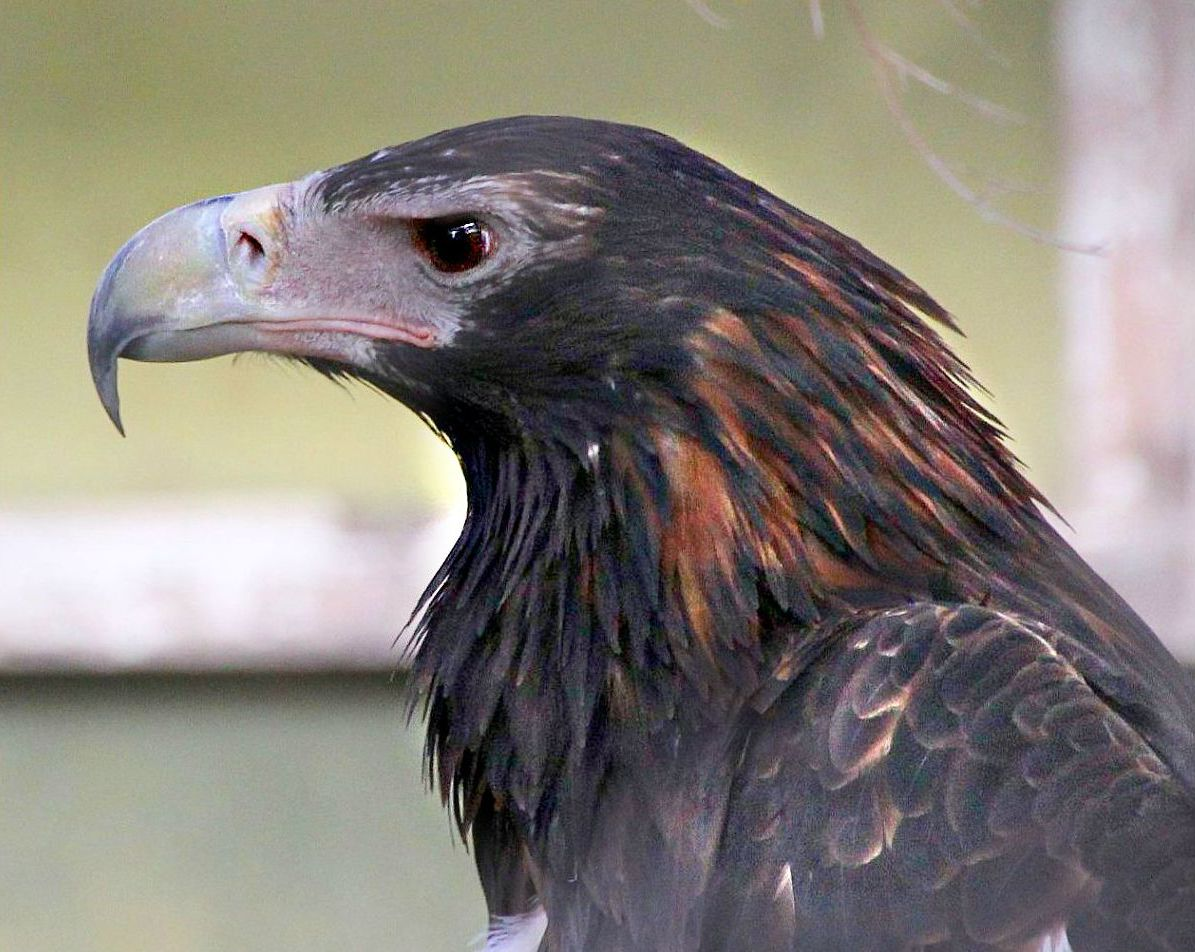
طائر أسير في حديقة سيمبيو للحياة البرية، نيو ساوث ويلز، أستراليا

## النِّطاق والمَسكنُ الطَّبيعيُّ

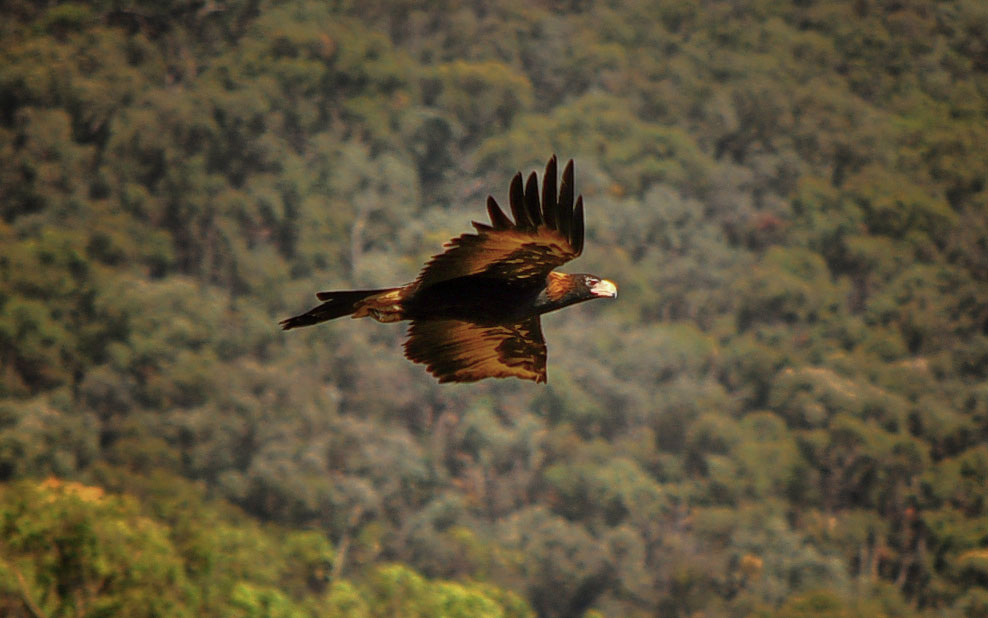
عقاب إسفينية الذيل دائما ما تشاهد فوق البيئات المشجرة حول "قرغونية".

توجد العقبان إسفينية الذيل في جميع أنحاء أستراليا، بما في ذلك تسمانيا وجنوب غينيا الجديدة وفي جميع الموائل تقريبًا، على الرغم من أنها تميل إلى أن تكون أكثر شيوعًا في موائلها المفضلة في جنوب وشرق أستراليا. في أستراليا، يمكن العثور عليها تقريبًا على طول الطريق من شبه جزيرة كيب يورك في الشمال نزولاً إلى حديقة ويلسون برومونتوري الوطنية وحدائق أوتواي الوطنية العظيمة في الأطراف الجنوبية للقارة ومن خليج القرش في الجانب الغربي من القارة إلى حديقة ساندي الكبرى الوطنية وخليج بايرون في الشرق. تنتشر على نطاق واسع في جميع أنحاء المناطق الداخلية الصحراوية في أستراليا، ولكنها نادرة أو توجد بكثافة منخفضة في الأجزاء الأكثر جفافاً في القارة، مثل «حوض بحيرة آير». بعيدًا عن الشاطئ، تتوزع العقبان إسفينية الذيل في العديد من الجزر الأسترالية الكبرى والصغرى. وتشمل هذه غالبية جزر مضيق توريس، جزيرة ألباني، جزيرة بيبون، وجزر خليج باثورست، والعديد من الجزر الصغيرة في كوينزلاند من جزيرة الليل وصولاً إلى جزر جنوب كمبرلاند، جزيرة فريزر، جزيرة موريتون، جزيرة سترادبروك الشمالية، جزيرة مونتاچ، جزيرة كانغارو، أرخبيل نويت، جزيرة جروت آيلاند وجزر تيوي. في تسمانيا، يمكن العثور عليها كل أنحائها بالإضافة إلى بعض جزر مجموعة كينت، ومضيق باس، وجزيرة فلندرز، وجزيرة كيب بارين. في غينيا الجديدة، العقاب إسفينية الذيل ذات نطاق صغير ويمكن العثور عليها غالبا في ترانس فلاي سافانا والأراضي العشبية والمنطقة العامة حول المقاطعة الغربية، وكذلك في ميروكي، مع بعض التقارير المعزولة في غرب غينيا الجديدة، ونهر بينسباخ ونهر أوريومو.

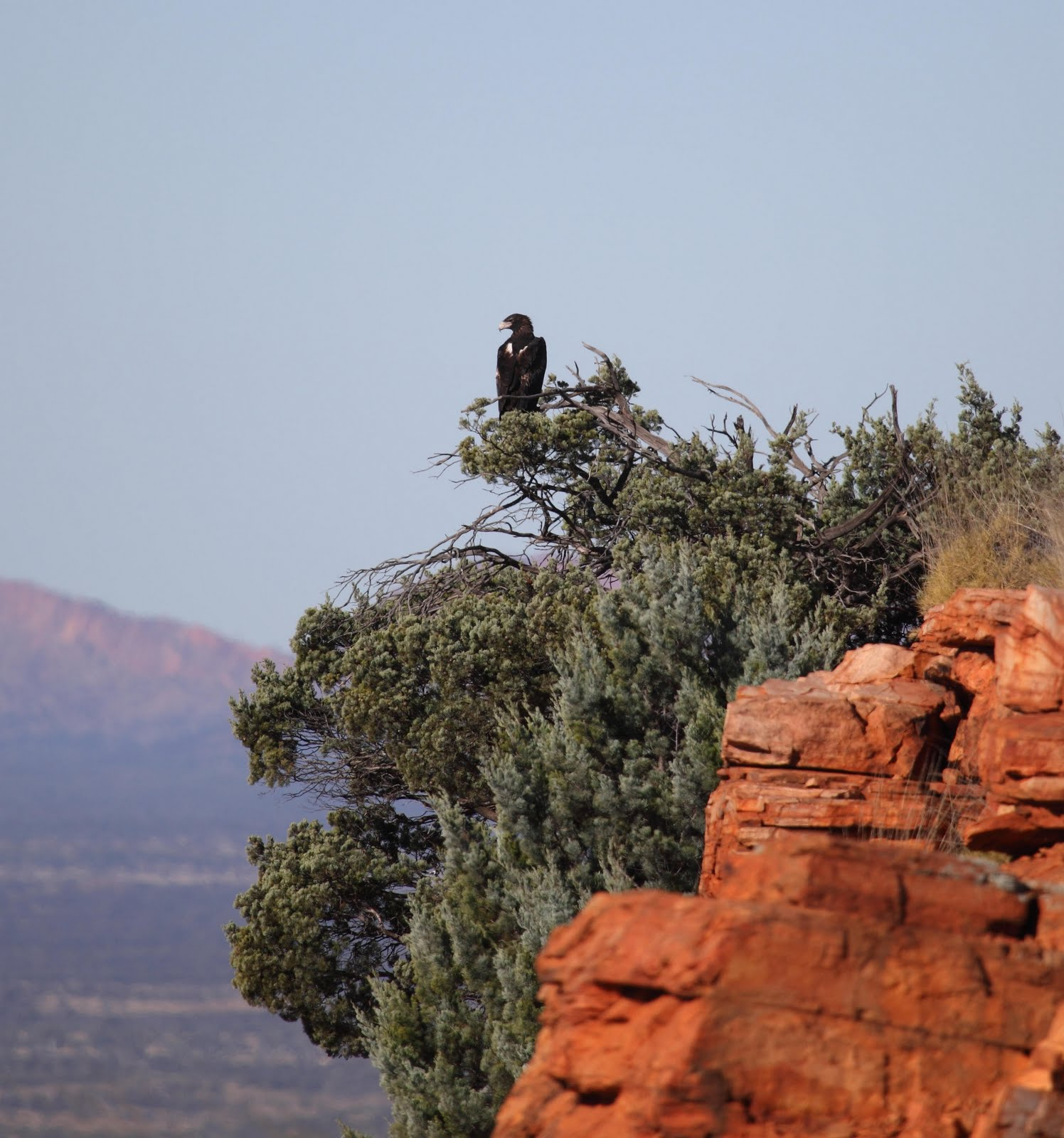
تفضل العقبان إسفينية الذيل البيئات المتنوعة، معظمها مع بعض الأشجار المورقة والمناطق الصخرية، ولكن يمكن رؤيتها في مجموعات موائل أكبر وأكثر.

### المَسكنُ الطَّبيعيُّ
تسكن العقبان إسفينية الذيل مجموعة واسعة للغاية من الموائل. على الرغم من أن النطاق مقيد بالنسبة للعقاب الذهبية (الاسم العلمي: Aquila chrysaetos)، إلا أن إسفينية الذيل من المحتمل أن تحتل نطاقًا أوسع من أشكال الموائل من أي عقاب حقيقية آخرى، وحقيقتا قد تتفوق في على أي نوع من العقبان المسرولة في عيشها في موائل متنوعة، مشابهة إلى حد ما في هذا الجوارح الشائعة الأخرى مثل السقاوات (الاسم العلمي:Buteo). تستضيف موائل متنوعة العقبان الإسفينية الذيل وتشمل الغابات المفتوحة، السافانا، البراح، الأراضي العشبية، الحواف الصحراوية والشبه صحراوية، الغابات شبه جبلية، المراعي الجبلية والجبال، الغابات الاستوائية المطيرة غير الكثيفة جدًا، الغابات الإستوائية الموسمية، الغابات القزمة، وأحيانا الأراضي الرطبة بالإضافة إلى جولات منتظمة إلى الساحل، على الرغم من أنها عادةً ما تكون موجودة على طول السواحل حول السهول بعيدًا إلى حد ما عن المياه. ترجح الموائل المفضلة إلى أن تكون نائية أو بلدًا خشنًا، على الأقل مشجرة جزئيًا ولا تتنوع بشكل غير مألوف مع بعض المناطق الصخرية وكذلك في أراضي الأشجار القمئية. ويبدو أن هذا النوع يفضل وجود بعض الأشجار الميتة في منطقته. قد تتواجد حول غابات الأوكالبتوس بشكل منتظم، وكذلك غابات الأكاسيا والغابات مختلطة من شجر كزوارينة كريستاتا (الاسم العلمي: Casuarina cristata) وفلندرسيا ماكولوسا (الاسم العلمي: Flindersia maculosa) وكاليتريس (الاسم العلمي: callitris) والسرو (الاسم العلمي: Callitris cypresses) وتجثم أيضًا على كزوارينة كانينغهامية (الاسم العلمي: Casuarina cunninghamiana). اكتُشف تفضيل قوي لـكزوارينة كانينغهامية لكن بدلا من ذلك العديد من أنواع الأوكالبتوس اكتُشف تفضيله في مقاطعة العاصمة الأسترالية، حيث تسمح الأرض المنحدرة بالوصول الجيد والوصول إلى الأشجار الطويلة والناضجة التي كانت ذات أهمية قصوى بالنسبة للعقبان في هذه الدراسة. في كثير من الأحيان يمكن رؤيتها وهي ترتفع فوق التلال أو الجبال أو ابمنحدرات وكذلك فوق السهول المنبسطة، وخاصة فوق الأراضي العشبية. عادةً ما تتجنب الغابات الكثيفة مع الفسحات وحواف الغابة التي غالبًا ما يُبحث عنها في مناطق الغابات. في حين أنها توجد في الغابات الشطئية الغنية على ضفاف النهر، إلا أنها نادرة نسبيًا على الرغم من أن هذا هو المكان الذي يتركز فيه العديد من الطيور الجارحة الأخرى في البلاد. في صحاري حوض بحيرة آير، غالبًا ما تُرى في الرصيف الصحراوي على طول مجاري المياه والمستجمعات المائية، وغالبًا ما تتركز حول الأوكالبتوس في قاع المجاري صخرية. في المناطق الصحراوية الرملية في غرب أستراليا، كانت العقبان إسفينية الذيل شائعة كثيرًا في السابق ولكنها غادرت المنطقة إلى حد كبير بعد أن كانت الفرائس الجرابية الكبيرة التي تعيش عليها هناك قد اصطيدت للانقراض. تتواجد العقبان إسفينية الذيل عادةً على إرتفاع 2000 متر (6600 قدم) على مستوى سطح البحر وبناءً على مستوى الارتفاع لا وجود لتفضيل على ما يبدو. اكتُشف إعجاب واضح إلى حد ما بالمواقع الجبلية مثل الهضاب في بعض الدراسات التي أجريت على هذا النوع. أحد أنواع الموائل القليلة التي تتجنبها هذه العقبان بشدة من هي الالمستوطنات الكثيفة أو الأراضي الزراعية. كُشف عن أن هذه العقاب تميل لتجنب المناطق البشرية، ربما مع انخفاض معدلات الاضطهاد، ويمكن رؤية العقاب إسفينية الذيل بالقرب من البلدات والقرى في الضواحي الصغيرة وحتى مناطق الضواحي الكبيرة وحتى داخل «الأدغال الأسترالية». على الرغم من أن هذا النوع نادرًا ما يُنظر إليه على أنه مستوطن في البلدات والمدن المتطورة. بالإضافة إلى ذلك، فإنها ليست غير مألوفة في المناطق التي من صنع الإنسان مثل المراعي، ومناطق التحريج، والأراضي االصاحة للزراعية.

## السُّلُوك

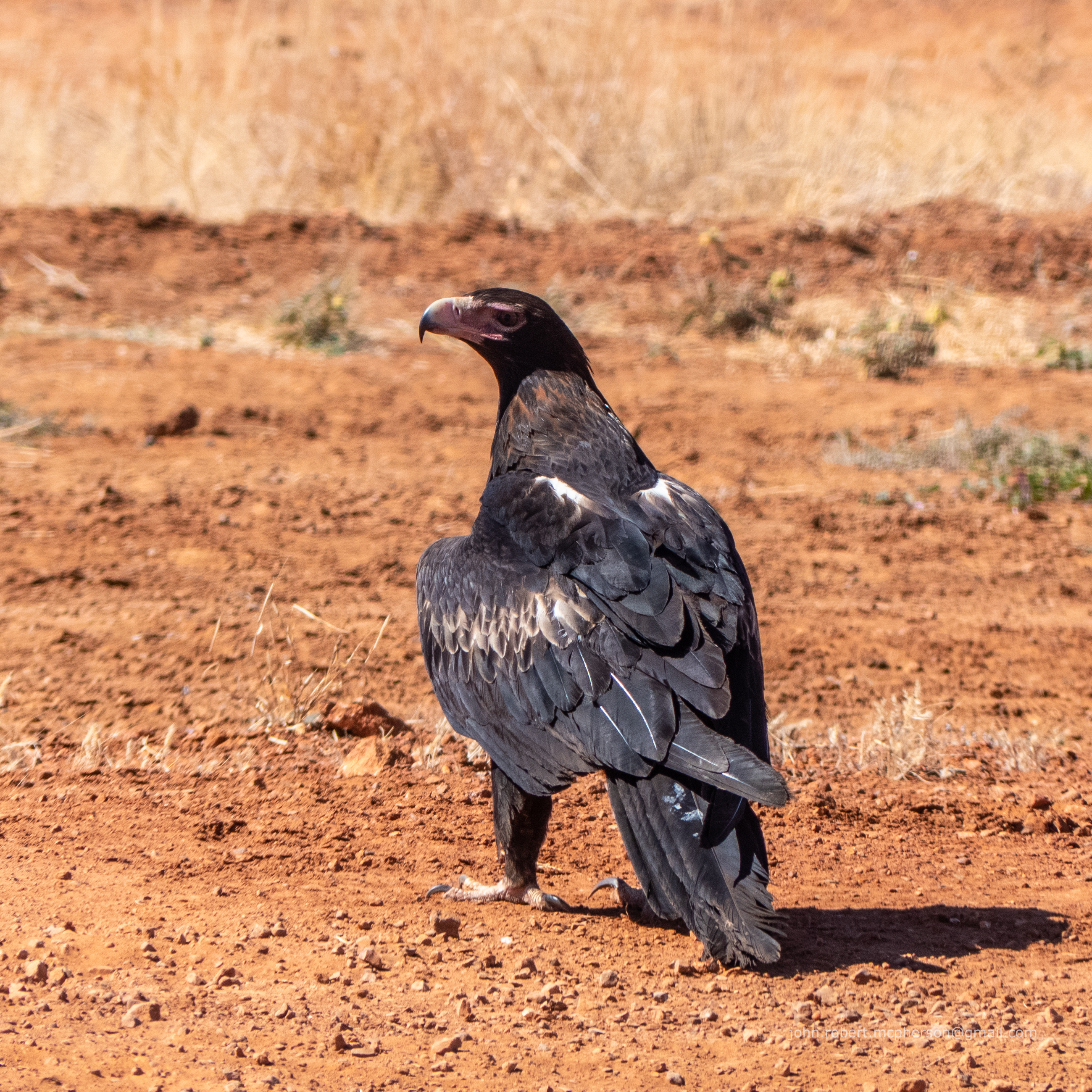
عقاب بالغة إسفينية الذيل في كوينزلاند

يقضي هذا الجارح المميز معظم يومه جالسًا على الأشجار وعلى الصخور بالإضافة إلى مواقع المراقبة المكشوفة مثل المنحدرات التي يتمتع منها بإطلالة جيدة على محيطه. بدلاً من ذلك، قد يجثم على الأرض لفترات طويلة من الزمن أو يشاهد من نقطة منخفضة، مثل «تلال النمل الأبيض» أو أعشاش النمل. بين الحين والآخر، تقلع هذه العقبان من موقعها لتحلق على ارتفاع منخفض فوق أراضيها. خارج مواسم التكاثر تمضي العقاب إسفينية الذيل أغلب يومها في التحليق. العقبان إسفينية الذيل تحلق على إرتفاعات عالية، حيث ترتفع لساعات متتالية دون ضربات جناح ويبدو أنها بدون جهد، وتصل بانتظام إلى 1800 متر (5900 قدم) وأحيانًا أعلى بكثير. الغرض من التحليق غير معروف. أثناء الحرارة الشديدة للجزء الأوسط من اليوم، غالبًا ما ترتفع في الهواء، وتحوم حول التيارات الحرارية التي ترتفع من الأرض تحتها. في كثير من الأحيان عندما تحلق، فإنها نادراً ما تكون مرئية للعين المجردة. يمتد بصرها الشديد إلى عصابات الأشعة فوق البنفسجية. مع إدراك بصري أكثر حدة بثلاث مرات من تلك التي لدى البشر، وهي واحدة من أكبر العيون البكتينية لأي طائر وعينها بحجم الإنسان الصغير تقريبًا، قد تكون واحدة من أكثر الطيور حدة في البصر في العالم. العقاب إسفينية الذيل غالبا ما تكون مستقرة في مناطقها كما هو متوقع من جارح في المناطق شبه الاستوائية، على الرغم من أنها تسكن أيضًا في المناطق الاستوائية (أقصى شمال أستراليا وغينيا الجديدة) وكذلك في المنطقة المعتدلة (تسمانيا). ومع ذلك، يمكن أن تكون لليافعين أن يكونوا مشتتين للغاية. في بعض الحالات، انتقلوا إلى مسافة مسجلة من نحو 836 إلى 868 كم (519 إلى 539 ميل).? إنتهت هذه التحركات الشاذة في غضون 7 إلى 8 أشهر بعد التشتت. عادة لا يتحركون أبعد من 200 كم (120 ميل) أو نحو ذلك. يمكن أيضًا أن تكون العقبان البالغة مرتحلة، وإن كان ذلك فقط في ظروف مثل الجفاف. وهذا بدوره يفسر وجود العقبان في الأماكن التي لا تتكاثر فيها. بالإضافة إلى أنها تنتقل من المناطق القاحلة في الجفاف، فهي تتحرك أيضًا في الجزء الأعلى من نيو ساوث ويلز، على سبيل المثال نحو الجبال الثلجية، غالبًا ما تمضي هذه العقبان شتائها في المناطق الجبلية المغطاة بالثلوج. من الواضح أن الجمهرات الصغيرة لهذا النوع في غينيا الجديدة لا يمكن تمييزها عن جمهرات البر الرئيسي وبالتالي من المحتمل أن يكون ذلك نتيجة للاستعمار الأخير، على الرغم من عدم وجود سجلات هجرة لهذه العقبان نحو الجزر الواقعة خلف مضيق توريس. ومع ذلك، يمكن توقع وجودها في العديد من الجزر البحرية وذلك أنها تستطيع عبور المضائق التي تصل إلى 50 إلى 100 كيلومتر (31 إلى 62 ميل). لوحظ وجود عقاب يافعة في تنتقل من جزيرة كانغارو إلى البر الرئيسي، وربما يكون ذلك حدثًا منتظمًا. نظرًا لميلها إلى التجوال، يصنف بعض المؤلفين العقبان ذات الذيل الإسفيني على أنها مهاجرة جزئية. ومع ذلك، في حين يمكن القول إنها مهاجرة عند صعوبة الأوضاع، إلا أنها لا تتناسب مع قالب المهاجرة الحقيقية جيدًا لأن البالغين في الظروف العادية يكونون مستقرين إلى حد ما ما لم تجبرهم التغييرات البيئية على الانتقال.
العقاب إسفينية الذيل هي الطائر الوحيد الذي اشتهرت بأنها لا تهاجم بشكل متكرر الطائرات الشراعية المعلقة والطائرات الشراعية، على الرغم من توثيق العقبان الأخرى تتصرف بنفس الطريقة بما في ذلك العقاب الذهبية أيضًا. بناءً على الاستجابة التي تظهرها العقبان للطائرات الشراعية، يُفترض أنها تدافع عن أراضيها ويعاملونها كعقاب متسللة. أُبلغ عن حالا وتوثيق حالات تمكن الطيور من إتلاف نسيج هذه الطائرات الشراعية بمخالبها وكذلك بعض الأجزاء الأخرى من جهاز الانزلاق، ولكن لا إصابات على مستوى راكبيها. كما أُبلغ عن قيامهم بمهاجمة وتدمير الطائرات دون طيار المستخدمة في عمليات مسح التعدين في أستراليا. غالبًا ما يتسبب وجود العقاب إسفينية الذيل في حالة من الذعر بين الطيور الصغيرة، ونتيجة لذلك، فإن الأنواع العدوانية مثل طيور العقعق الأسترالي، والنهس، والذعرات، وخطاف الذباب السلطاني، والطيطاوات، وآكل الرحيق الصاخب بالإضافة إلى الجوارح الأصغر، بما في ذلك كل من البيزان والصقور، التي قد تهاجم العقبان بقوة. قد تحتشد أنواع متعددة وتنضم إلى الإشتباك، خاصةً عندما تحوم العقبان في المنطقة، وغالبًا ما تبدأ في نداءات صاخبة، يُفترض أنها تهدف إلى إرباك المفترس، وأحيانًا في هجمات جسدية ضد العقاب، تركز عادةً على المكان الذي لا تستطيع فيه العقبان الكبيرة المتثاقلة نسبيًا الرد عليها. عادة لا تشتبك العقاب إسفينية الذيل مع الطيور المزعجة ولكنها في بعض الأحيان تتدحرج في الهواء مقدمتا مخالبها سواء كانت جاثمة أم لا. في بعض الأحيان، يبدو أن هذه العقاب تقاتل، لكن هذا السلوك وغيره من السلوكيات، خاصة بين العقبان اليافعة، يمكن تفسيره على أنه مرح. وقد تضمنت بعض هذه السلوكيات جلب العصي التي رماها الآخرون، والتقليب الرياضي بين العقبان اليافعة وحتى ممارسة الألعاب مع الكلاب، عن طريق الحوم فوقها حتى تنبح الكلاب أو تقفز ثم تحوم حتى يستقر الكلب ثم تكرر «اللعبة».
- بعض العقاعق الأسترالية تزجع العقاب إسفينية الذيل أثناء الطيران
- عقاب جاثمة

## التَّكاثُر
يمتد موسم التكاثر بالنسبة للعقاب إسفينية الذيل من يوليو إلى ديسمبر عبر مناطق كثيرة في نطاقها، وفي غينيا الجديدة على ما يبدو من مايو فصاعدًا. الطيور في النطاق الشمالي تضع البيض بشكل أبكر من نظيرتها جنوبا. على سبيل المثال، سُجل وضع البيض في شمال شرق أستراليا في يناير وفبراير أما في تسمانيا فكان في سبتمبر. في غرب أستراليا، يعتمد التكاثر على الغذاء وقد لا تكون خلال فترات الجفاف نشاطات تعشيش مدة قد تصل إلى 4 سنوات. تُنشأ المناطق مع العروض الجوية، والتي يمكن أن تشمل دورانًا عاليًا بواسطة أحد الزوجين أو كليهما، ويتخللها أحيانًا لفات طيران وعرض للبراثن قد تستمر العروض الجوية لفترة من الوقت عادة في وقت مبكر من موسم التكاثر، ما بين 3 أشهر و3 أسابيع قبل وضع البيض. قد يشارك كلا الجنسين في بناء العش ولكن الأنثى تأخذ النصيب الأكبر، وغالباً ما تقف في الوسط وتبني للخارج. غالبًا ما تبني العقبان إسفينية الذيل أعشاشًا إحتياطية، تصل إلى 2 إلى 3 لكل منطقة، على الرغم من أنها تستخدم نفس العش بشكل متكرر عند عدم تعرضها للإزعاج. عادة ما يكون العش إما كبيرًا أو ضخمًا. العش عبارة عن هيكل من العصي يتراوح عرضه عند البنائه من 70 إلى 100 سم (2.3 إلى 3.3 قدم) وعمقه من 30 إلى 80 سم (12 إلى 31 بوصة) ولكن مع الإضافات متكررة يصل عرضه إلى 2.5 متر (8.2 قدم) وعمق 4 م (13 قدمًا). وجدت أربع دراسات أن متوسط قطر الأعشاش يتراوح من 1.1 متر (3.6 قدم) وبقدر يصل إلى 1.9 متر (6.2 قدم) وبعمق من 1 متر (3.3 قدم) إلى 1.3 متر (4.3 قدم). عمومًا في الأراضي الحرجية أو المناطق في حافة الغابات، تميل الأعشاش إلى أن تكون أكبر، بينما تلك الموجودة في المناطق الجافة تميل إلى أن تكون لها أعشاش أصغر ، حيث لا تتمكن من الحصول على الكثير من مواد بناء العش. يمكن أن تزن الأعشاش ذات الحجم الجيد أكثر من 400 كيلوجرام (880 رطلاً). تشمل أشجار التعشيش المفضلة العديد من أنواع مثل الأوكالبتوس والكزوارينة، بالإضافة إلى الكوريمبيا والكاليتريس وسينكاربيا جلوموليفيرا الطيور الموجودة في المناطق الداخلية غالبًا ما تعشش في الأكاسيا وفلندرسيا وكذلك هاكيا لوكوبتيرا وجريفيليا سترياتا. كمية أنواع شجرة الأوكالبتوس التي تستخدمها العقبان إسفينية الذيل متنوعة للغاية ولكن يبدو أن هذه العقاب ليس لديها تفضيلات عامة قوية فيما يتعلق بأنواع الأشجار، والأهم من ذلك أنها تبحث عن شجرة معينة ذات إرتفاع وإتساع كبيرين.

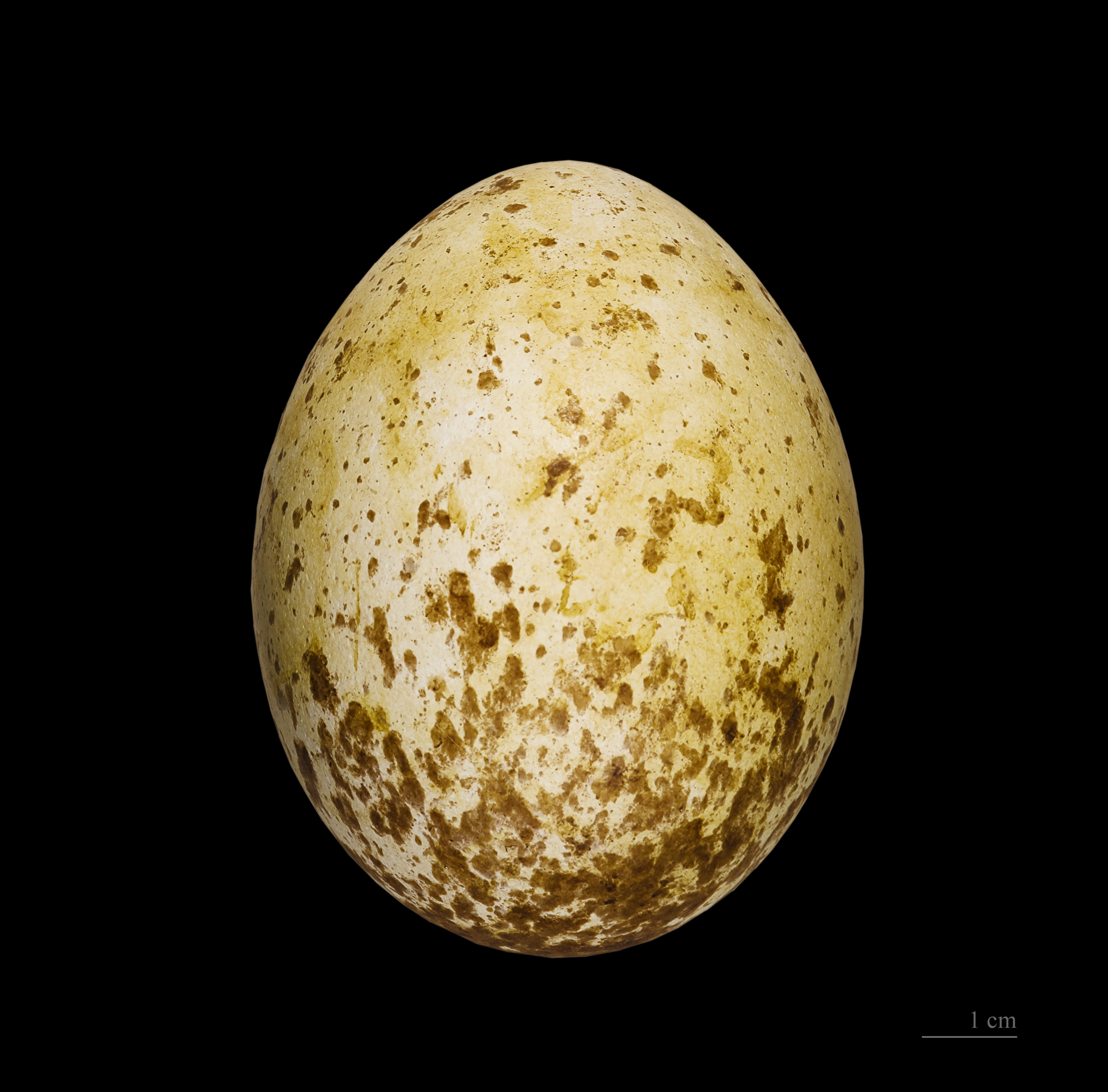
بيضة العقاب إسفينية الذيل.

عادة ما يكون عدد البيض عند وضعه واحدًا أو اثنين فقط ولكن في بعض الأحيان يصل إلى 4. نحو 80٪ من الأعشاش التي تمكنت العقبان من وضع بيضها فيه تحتوي على بيضتين. يكون البيض مصفرًا أو أبيض اللون، وغالبًا ما يكون ملطخًا في كل مكان مع البني الأرجواني أو البني الأحمر أو الخزامى، أو متقطعا تقاطعًا متناثرًا مع البني المحمر. عندما يوضع البيض حديثًا، يكون لامعًا ولكنه يصبح غير لامع وهش مع تقدم العمر. قد يتراوح ارتفاع البيض من 66 إلى 79.3 ملم (2.60 إلى 3.12 بوصة)، بمتوسط 73 ملم (2.9 بوصة) في عينة من 54، من 55 إلى 63.5 ملم (2.17 إلى 2.50 بوصة)، بمتوسط 58.8 ملم (2.31 بوصة). تزن كل بيضة عادة نحو 120 إلى 150 جرام (4.2 إلى 5.3 أونصة)، أي ما يعادل نحو ثلاث بيضات دجاج أو نحو 3٪ من وزن جسم العقاب، و10٪ عندما تكون في الحضنة 3 بيضات، وهذا نموذجي لعقاب حقيقية لكن النسبة المئوية صغيرة مقارنة بالطيور الجارحة الأصغر. تستمر مرحلة الحضانة لمدة 42-48 يومًا. الأنثى إما تحتضن البيض بشكل أساسي أو كليًا بمفردها. ومع ذلك، سيحتضن الذكر البيض في بعض الأحيان أيضًا، على الأقل لمدة ساعة في كل مرة. تفقص الفراخ وتكون مغطات بزغب أبيض في الجزء السفلي. في نحو 12 يومًا أو نحو ذلك، يتغطى الفرخ بمعطف من زغب الرمادي الخفيف. في غضون يومين بعد ذلك، غالبًا ما تبدأ الريشات السوداء الأساسية في الظهور، ويمكن أن تبدأ الفراخ في الوقوف والتحرك حول العش. في 28 يومًا، تظهر للعقبان الصغيرة أغطية أجنحتها العلوية بتزايد. في عمر 35 يومًا، يظهر بعض الريش الداكن في مناطق مثل الصدر والبطن والظهر والرأس. غالبًا ما يظهر ذلك على شكل ريشات قليلة ذات لون أحمر داكن الذي يبرز من خلال الرأس لأسفل بينما يظهر في هذا العمر ذيل قصير ذو رأس برتقالي. يكتمل ريشها جزئيًا في مدة تصل إلى 37 يومًا وتكون شبه مكسوة بالريش تماما في غضون 49 يومًا. في عمر 37 يومًا، يمكن للفراخ محاولة تمزيق اللحم من الطريدة في الأعشاش لكن دون نجاح كبير. من اليوم 50 يومًا فصاعدًا، تلعب العقاب كثيرا، وتنقض على العصي ويدرجها حول العش. في ذاك الوقت، تكون مكسوة بالريش بشكل كامل تقريبًا ولكن بالنسبة للجناح والذيل، لا يكون أي منهما قد وصل إلى طوله الكامل. تتراوح الزيادات في الوزن من نحو 1.17 كجم (2.6 رطل) في 15 يومًا، إلى 3.2 كجم (7.1 رطل) في 49 يومًا، مما يجعل نمو الريش أسرع بينما يتباطأ نمو حجم الجسم كثيرًا. يميل عدوان الأشقاء إلى البدء عندما تكون العقبان في عمر أسبوعين، كما هو الحال في العديد من الطيور الجارحة، فإن وجود شقيق أصغر ضعيف يتنمر عليه ليس نادرا بالنسبة للعقبان إسفينية الذيل. بعضُ الأدلة تدل على أن حضور الأبوين يحد من حالات العدوان، بينما في العقبان الأخرى يحدث هذا غالبًا في حضور الوالدين. ولكن في جميع العقبان، لا تبذل العقاب الأم أي محاولة للتوسط عند حدوث العدوان أو عراك بين الأشقاء. يحدث قتل الإخوة في بعض الأحيان في هذا النوع ويعتبر «حالة اختيارية» وليس إلزاميا، وهذا يعني أن قتل الأشقاء يحدث في بعض الأحيان وكما تملي الظروف على عكس بعض العقبان حيث يحدث بشكل شبه دائم. عند مغادرة العش في عمر 11 إلى 12 أسبوعًا، لا تكون العقبان اليافعة متقنة الطيران لمدة 20 يومًا أخر أو نحو ذلك، ولكن يمكن أن يكون الطيران المختص بعمر 90 يومًا تقريبًا، على الرغم من أن التطور الكامل للريش يستغرق حتى 120 يومًا. يحدث التريش في عمر 67 إلى 95 يومًا ، وعادة ما تكون أقل من 90 يومًا ويبلغ متوسطها نحو 79 يومًا.

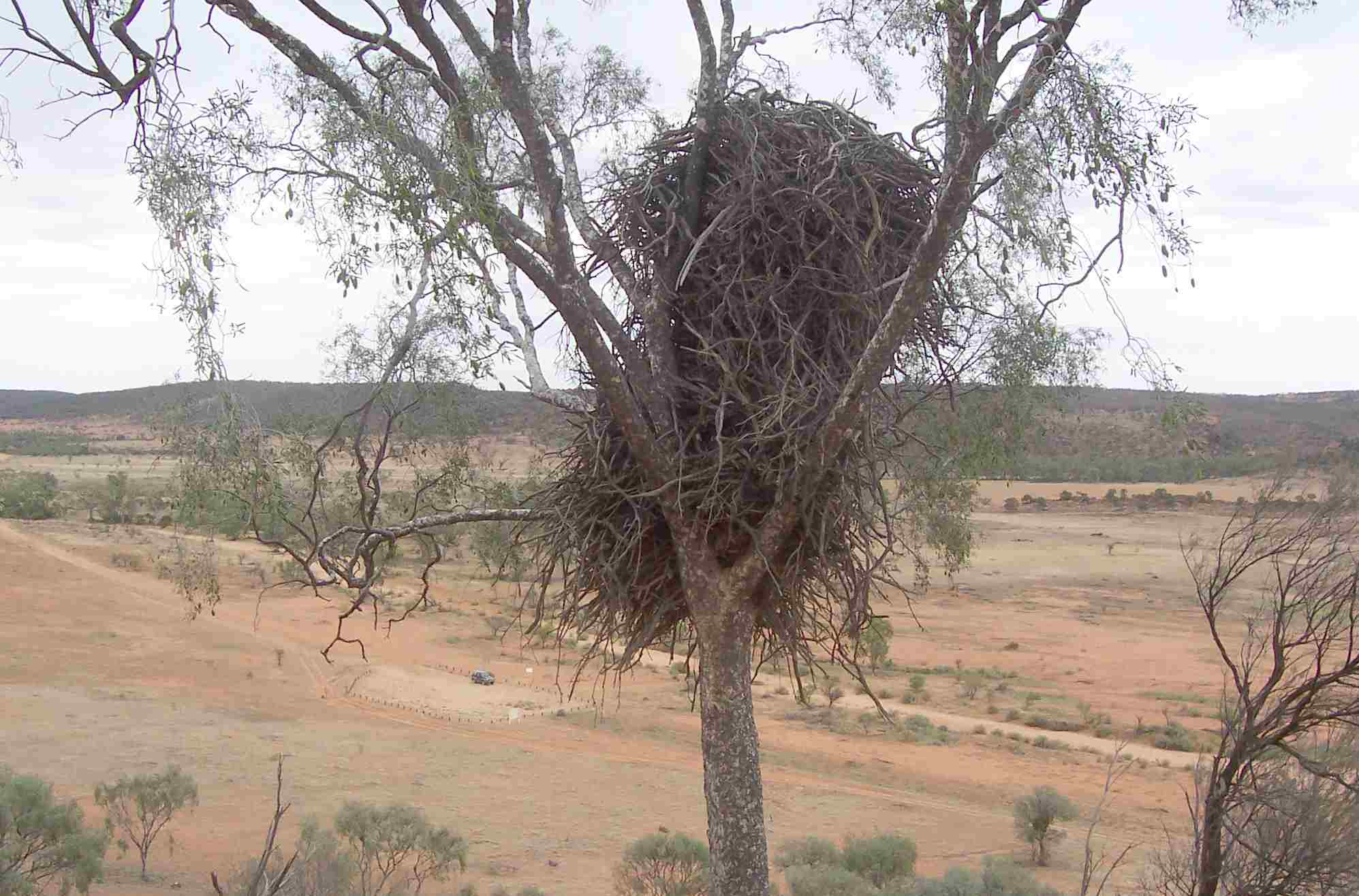
عش مبني على شجرة النمر (Flindersia maculosa) في منتزه موتاونتجي الوطني.

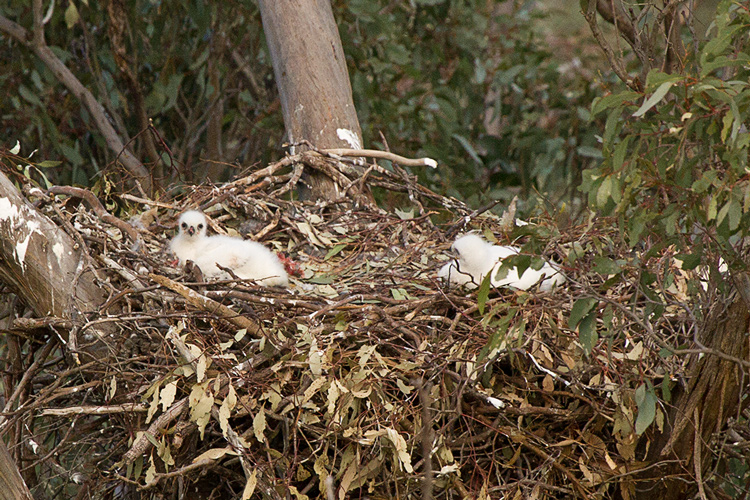
فرخان في العش

يستمر الاعتماد على الوالدين لمدة تتراوح من 4 إلى 6 أشهر بعد التريش، مع العقبان اليافعة التي نادرًا ما تُعرف بأنها تشكل خطرًا مميتًا على الفراخ اللاحقة الذي تفقس لوالديهم. خلال الفترات اللاحقة للتريش، تقتصر التفاعلات بين اليافعين وأبائهم على عمليات تسليم الفرائس القصيرة وتتوقف العقاب الأم عن إطعام أفراخها، مما يضطرها إلى البحث عن الطعام في مكان آخر. وجدت دراسة حول تفرق الفراخ من منطقة العش بعد التريش في حالة واحدة أن يافعا لم يغط سوى 4.22 كيلومتر مربع (1.63 ميل مربع)، مع تغطية قصوى في أسبوع 3.28 كيلومتر (2.04 ميل). بعد التشتت، تكون العقبان اليافعة تائهة حتى عامها الرابع أو الخامس، وعادةً ما تتجنب أراضي البالغين باحثتا عن فرص للتغذية. قد يموت ما يصل إلى ثلثي العقبان اليافعة ذات الذيل الإسفيني لبعض الوقت بين طيور المتريشة عندما يكونون بعمر 3-5 سنوات، ولكن غالبًا ما يكون لدى البالغين معدلات وفيات منخفضة جدًا ويمكنهم أن يعيشوا على الأقل نصف قرن. عادة ما يكون التكاثر الأول في سن 6 أو 7 سنوات. إن أعمار العقبان ذات الذيل الإسفيني في البرية غير معروفة بشكل جيد، حيث أن الحد الأقصى المسجل في دراسة ميدانية واحدة هو 9 سنوات فقط، وهو عمر ضئيل للغاية مقارنة بالعقبان الكبيرة الأخرى، ومن المتصور تمامًا أن العقبان التي نجت حتى النضج ليس من النادر أن يعيش نحو ضعف هذه المدة أو أكثر. في الأسر، من المعروف أن هذا النوع يعيش نحو 40 عامًا.

## الحمية والصيد

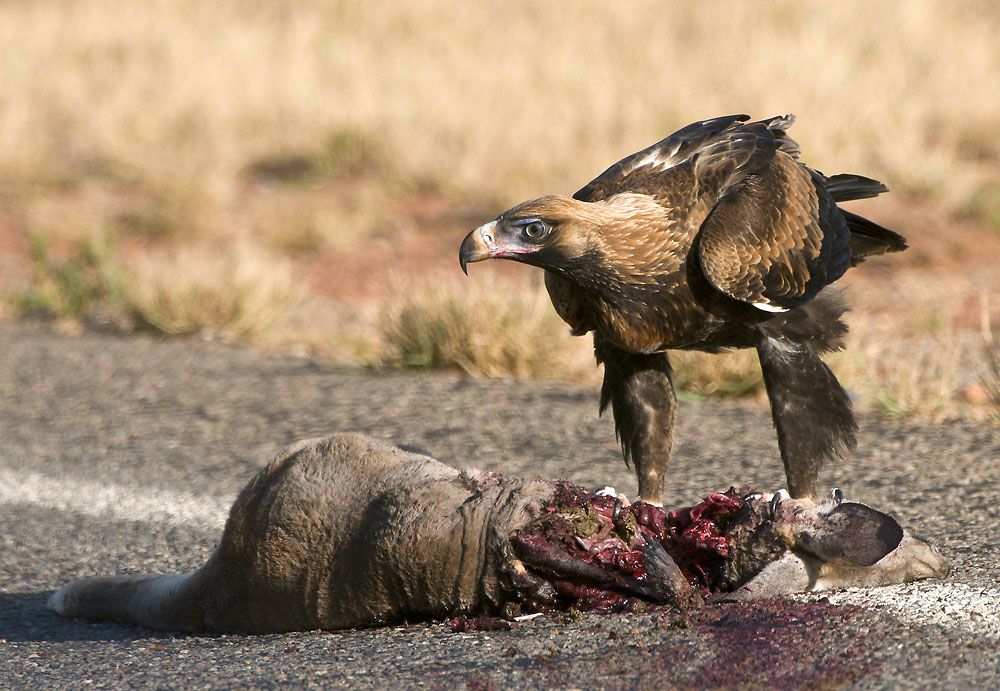
عقاب إسفينية الذيل تقف على جثة الكنغر قتل على الطريق في منطقة بيلبارا في غرب أستراليا

العقاب إسفينية الذي هي أحد أقوى الطيور المفترسة في العالم. بسبب طبيعتها المهيمنة، يطلق عليها أحيانًا اسم «ملكة الطيور» جنبًا إلى جنب مع العقاب الذهبية (الاسم العلمي: Aquila chrysaetos). عادة ما يتم الإمساك بالفريسة عن طريق الانقضاض أو الخطف أثناء الطيران المنخفض أو المُطاردات الخلفيَّة من خلال الطيران المُتقطِّع. لا تُرصد الفريسة دائما أثناء الطيران المرتفع ولكن عند رصدها عادة تقوم بانحناء طويل مائل نحوها. قد تكون قادرة على اكتشاف الفريسة من مسافة تزيد عن كيلومتر واحد نظرًا لرؤيتها الحادة. أسلوب الصيد النموذجي الخاص بها لا يختلف كثيرا عن أسلوب العقبان الذهبية (الاسم العلمي: Aquila chrysaetos) أو العقبان الخدارية (الاسم العلمي: Aquila vereauxii). من حين لآخر، لا تزال العقاب إسفينية الذيل تصطاد من مجثمها. في العادة تكون أغلب محاولات الصيد غير ناجحة. يمكن أن تكون موائل الصيد متغيرة بدرجة كبيرة ويمكنها المساعدة في إمساك الفريسة في كل من الأراضي المفتوحة والأراضي الحرجية أو الغابات الكثيفة للغاية، على الرغم من أنها تتطلب عادةً مكانًا مفتوحًا في الأخير. تُصطاد تقريبا كل الفرائس على الأرض ولكن بشكل غير إعتيادي يمكن أن تمسك على الظلة. من المعروف عن هذه العقبان أنها تصطاد طيورًا مثل «كوراونغ» والكوكاتو من خلال الالتفاف حولها على حين غرة حول شجرة أو عن طريق الطيران من مسافة قريبة لمطاردة خلفية. في بعض الأحيان، قد تخرج العقاب الفلنجريات والثدييات الأخرى من تجاويف الأشجار، وكذلك الطيور الصغيرة من أعشاشها. من المعروف أنها تتابع حرائق الغابات للبحث عن الحيوانات الفارة أو تراقب الجرارات وغيرها من المعدات الزراعية لنفس الغرض. تقوم العقبان إسفينية الذيل أحيانًا بسرقة طعام غيرها من المفترسات الأخرى. تستطيع هذه العقاب حمل فريسة لا تقل عن 5 كجم (11 رطلا).
قد تتعرض الحيوانات الكبيرة للهجوم من قبل أزواج العقبان إسفينية الذيل، أو في بعض الأحيان من قبل المجموعات، أفرادها يتصرفون بشكل تعاوني أثناء الصيد، يظهر سجل واحد 15 عقابا يصطادون كنغرا، اثنان في كل مرة يطاردون بنشاط أكثر ثم تُستبدل بشكل متكرر بعقابين آخريين من المجموعة. بغض النظر عن حجم الفريسة وموسمها، فإن الصيد الترادفي، بشكل رئيسي من الأزواج البالغين أو أحيانا العقبان الصغيرة المرتبطة بشكل بعيد، ليس غير المألوف. من بين 89 عملية صيد تمت ملاحظتها في «وسط أستراليا»، كان ثلثها عمليات صيد تعاونية. كما هو الحال في الطيور الجارحة الأخرى التي تعتمد الصيد الترادفي، عادة ما تكمن عقاب واحدة في الانتظار بشكل غير مرئي عمومًا بينما تصرف العقاب الآخرى انتباه الفريسة وتدفعها نحو الكامنة. عند صيد الفريسة المستأنسة، شوهدت تهبط بالقرب من أمهات الماشية لترهيبها وفصل صغارها عنها، حتى تتمكن العقاب من مهاجمتها. في بعض الأحيان، قد تستخدم العقبان إسفينية الذيل الأسوار للحد من طرق هروب الفريسة. في بعض الحالات، ستحاول هذه العقبان إجبار الفرائس كبيرة مثل الكنغر والدينجو على السقوط من سفوح التلال شديدة الانحدار ما يسبب لها إصابات خطيرة. في بعض الأحيان، يبدو أن هذه العقبان تباشر الصيد في أقرب وقت للضوء أو في وقت متأخر من الشفق من أجل أن تصطاد الفرائس الليلية مثل «الولب القواعي» والبطونق. شوهدت هذه العقاب وهي تنتشل الأرانب من الفخاخ وتأكل جيفها في ضوء القمر الساطع أيضًا. في بعض الأحيان، بشكل ملحوظ، كانت العقبان ذات الذيل الإسفيني تغطي فريسة كبيرة بالنباتات، على ما يبدو لتخزين الفرائس الثقيلة جدًا التي لا يمكن حملها. الجيفة من العناصر الغذائية رئيسية أيضًا يمكن لهذا النوع اكتشاف نشاط الغربان حول جثة من مسافة بعيدة، وتنزل لأسفل لتناول الطعام. سُجّل استهلاك الجيف في جميع المواسم والسياقات، ويعتقد أن العقبان اليافعة إسفينية الذيل، حتى بعد فترة وجيزة من التشتت من منطقة العش، تكون أكثر احتمالية للإعتماد على الجيف مقرنتا بالبالغين عمومًا. غالبًا ما تُرى العقبان إسفينية الذيل على جانب الطريق في المناطق الريفية في أستراليا، وتتغذى على الحيوانات التي قُتلت في الاصطدامات مع المركبات. لم تُدرس أهمية الجيف مقارنتا بالفريسة الحية كثيرًا ولكن بعيدًا عن التنمية البشرية، وخاصة الطرق، فمن غير المرجح أن تصادف العقبان الجيف ويجب أن تصطاد مهما كان عمرها للبقاء على قيد الحياة. عمومًا، البازيات الأسترالية من عدة أنواع ليس من النادر أن تأتي للتتغذى على الجيف وهم جنبًا إلى جنب مع الجواثم الكبيرة مثل الغرابيات ومن المحتمل أن تفي بالمكانة التي تقوم بها النسور في القارات الأخرى إلى حد ما، وإن كان ذلك بتخصص أقل إلى حد كبير. يمكن للعقاب إسفينية الذيل أن تأكل ما يصل إلى 1 إلى 1.5 كجم (2.2 إلى 3.3 رطل) في جلسة واحدة، وعند الإمتلاء، يمكن أن تستمر بدون طعام لفترة غير إعتيادية من الوقت، لمدة تصل إلى أسابيع أو حتى شهر، قبل أن يحتاج إلى الصيد مرة أخرى، على ما يبدو بسبب دفء البيئة. بعد الأكل، قد تتخلص من كريات صغيرة نسبيًا، يتراوح طولها من 29 إلى 98 مم (1.1 إلى 3.9 بوصة) بطول 20 إلى 50 مم (0.79 إلى 1.97 بوصة) وتزن نحو 8.8 جم (0.31 أونصة). عادةً ما يُحدد النظام الغذائي من خلال مراجعة هذه الكريات جنبًا إلى جنب مع بقايا الفرائس السابقة.

### قائمة الفرائس

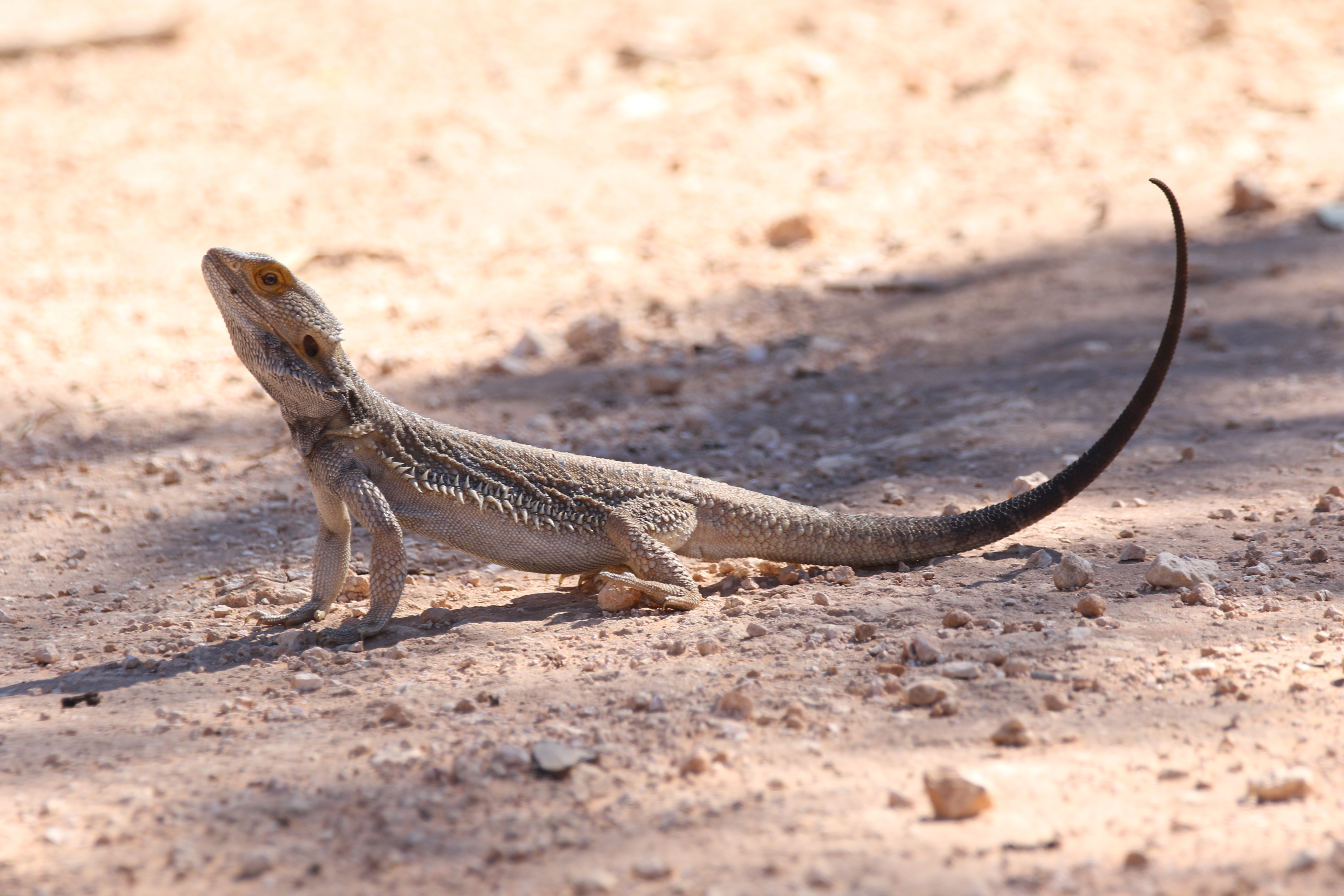
يمكن أن تتنوع فرائس العقاب إسفينية الذيل في الحجم وصولاً إلى السحالي الصغيرة مثل "التنانين الملتحية"، وهي الزواحف المفضلة لهذا النوع.
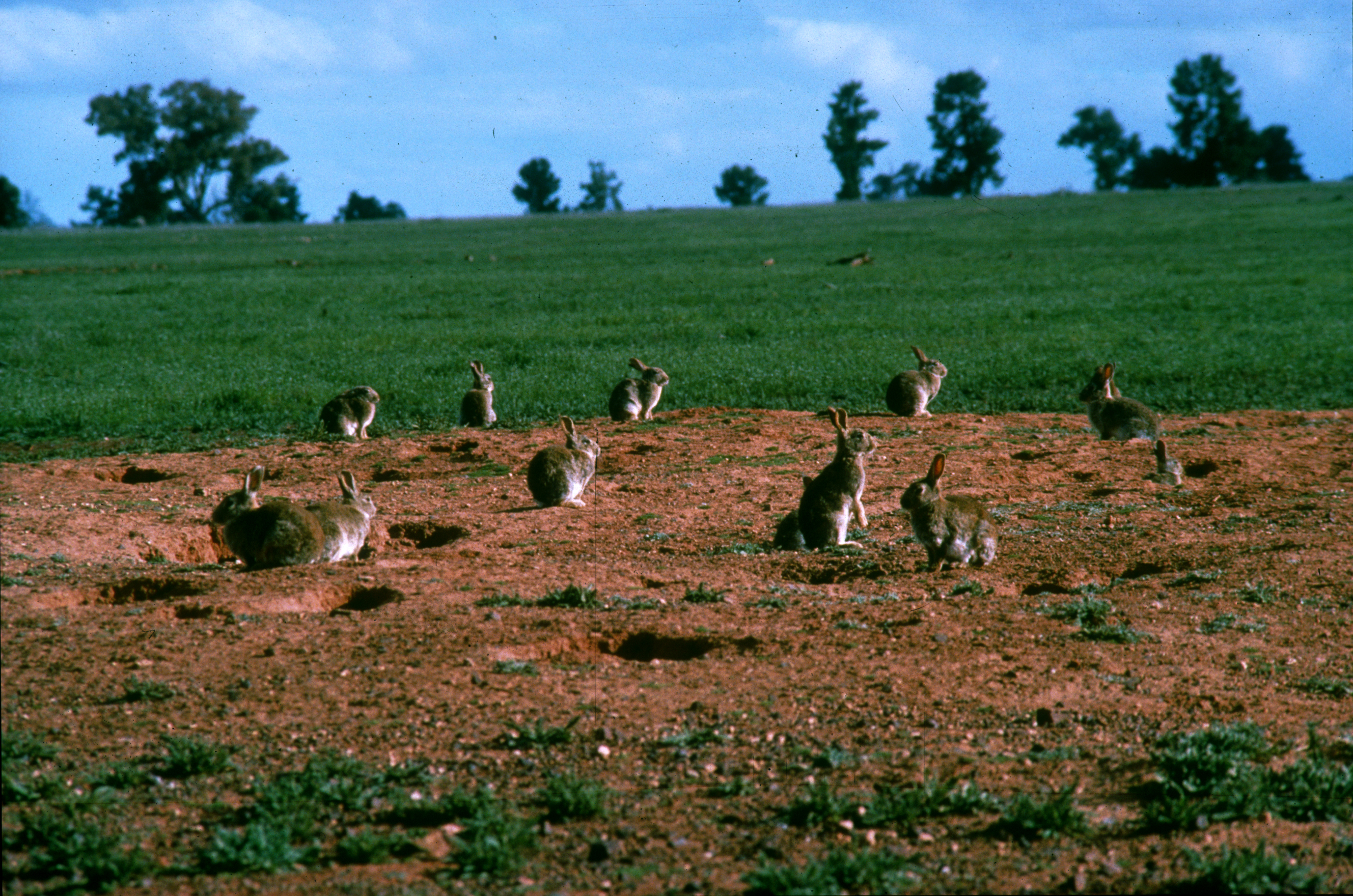
لقد كان إدخال الأرانب إلى أستراليا ضارًا للغاية بالمناطق المحيطة بأستراليا ولكنه نعمة للعقبان الانتهازية، والتي غالبًا ما تصطادها بأعداد كبيرة.
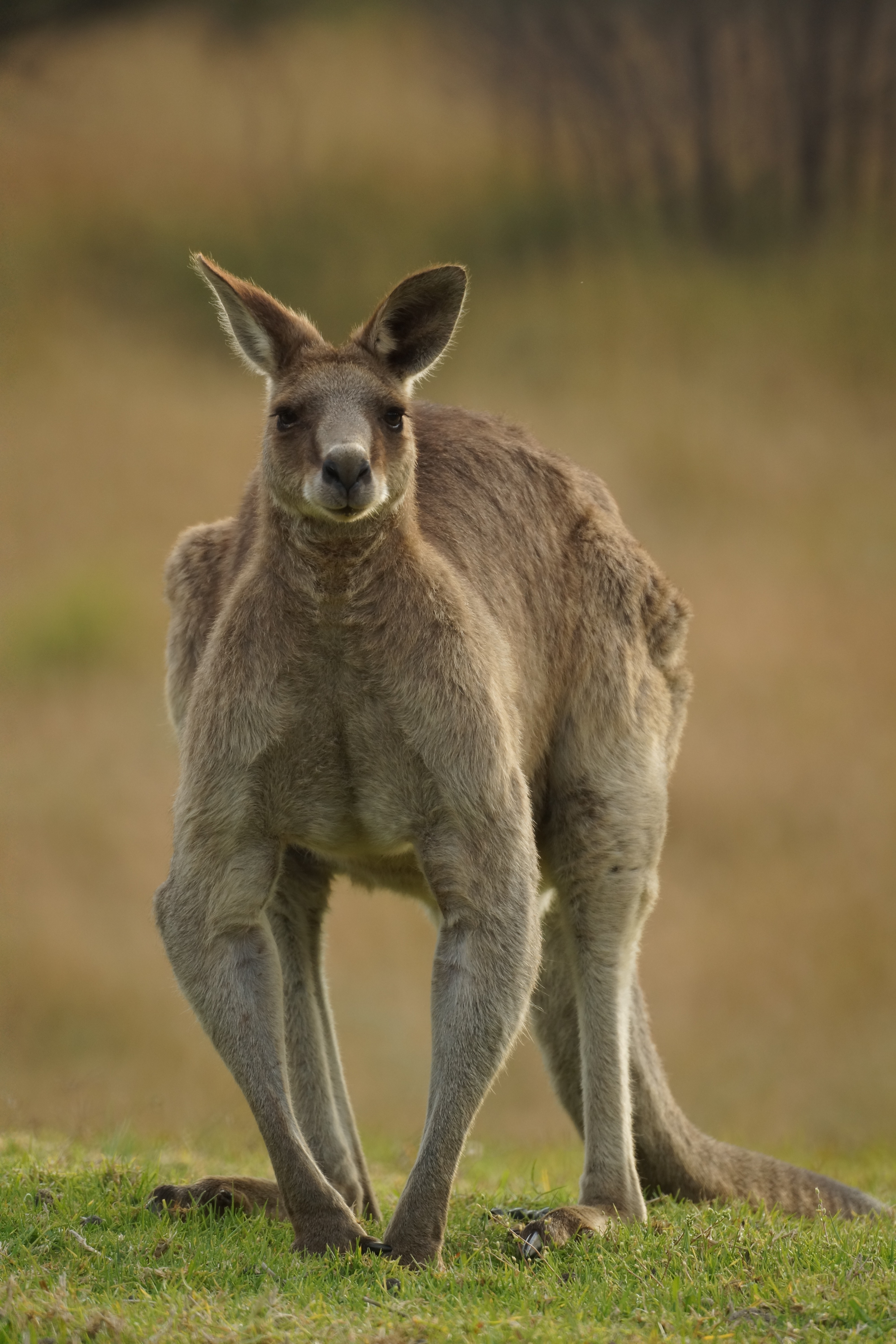
يمكن أن يصل حجم الفريسة العادية إلى حجم حيوانات الكنغر الكبيرة مثل الكنغر الرمادي الشرقي، وعادة ما تصطاد عن طريق أزواج.
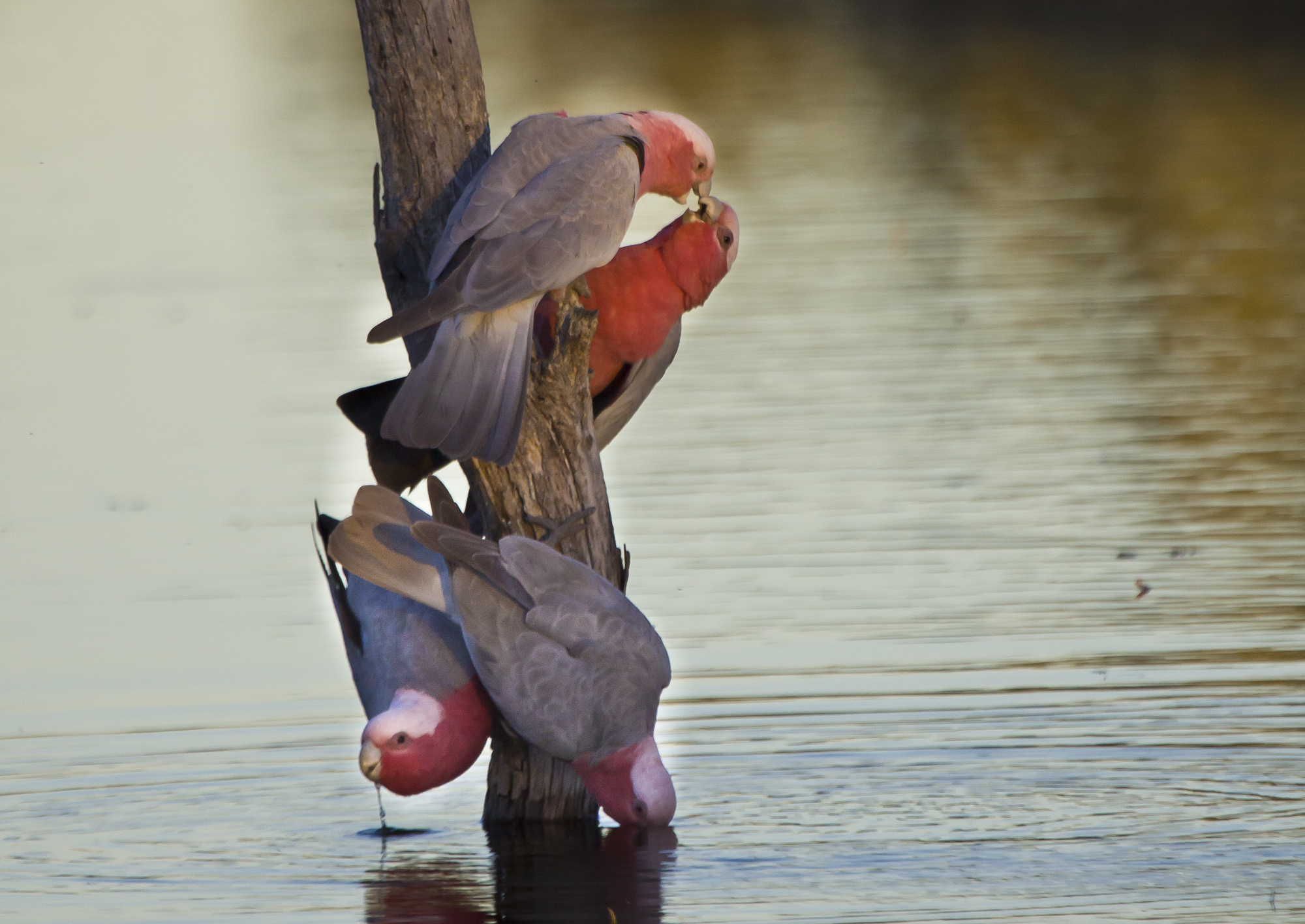
يمكن أن تستهدف مجموعة متنوعة من الطيور خصوصا الطيور متوسطة الحجم مثل الجالا التي تُصطاد بتكرار نسبيًا بسبب كثرتها.

العقاب إسفينية الذيل صيادة قوية وهي إنتهازية كثيرًا. قائمة فرائسها واسعة جدًا، حيث وُثّق أكثر من 200 نوع من الفرائس، وهذا يشمل عددًا قليلاً جدًا من الفرائس من مناطق ثانوية من تسمانيا وغينيا الجديدة. فيما يتعلق بالفرائس من الثدييات فهي تفضل الصغيرة منها على كبيرة. ومع ذلك، فإنها لا تصيد أعدادًا كبيرة من الطيور والزواحف كثيرا، ونادرا أنواع الفرائس الأخرى. من بين 21 دراسة غذائية معتبرة، %61.3 من عدد الفرائس أثناء التعشيش كانت من الثدييات، و %21.6 من الطيور، و %13.2 من الزواحف، و %2.1 من اللافقاريات، والحشرات بشكل أساسي، و %1.5 من الأسماك، وتقريبًا لا توجد برمائيات حسب الإحصاء. وفي الوقت نفسه، من أصل 21، 13 دراسة حسبت الكتلة الحيوية المقدرة، ووجدت أن 90٪ من الكتلة الحيوية للفريسة مكونة من الثدييات، و 6.2٪ من الطيور و 3.4٪ من الزواحف. خارج جنس العقبان الحقيقية (الاسم العلمي:Aquila)، هذه العقاب واحدة من قلة الأنواع التي تصيد أي شيء عمومًا، ولكن العقاب إسفينية الذيل هي العقاب الحقيقية الأكثر احتمالا لمهاجمة الفرائس الكبيرة. عمومًا، تفضل هذه العقاب صيد الطيور والزواحف التي تزن أكثر من 100 جرام (3.5 أونصة) والثدييات التي تزن أكثر من 500 جرام (1.1 رطل)، على الرغم من أن الفرائس التي تُصطاد في بعض الأحيان قد تفاوتت من بضعة جرامات إلى أكثر من ستة عشر ضعف وزن العقاب. افترض تقدير مقارنة أن نحو %2 من فرائس العقاب إسفينية الذيل تزن أقل من 63 جم (2.2 أونصة)، %4 من فرائسها تزن 63 إلى 125 جم (2.2 إلى 4.4 أونصة)، %7 من فرائسها تزن 125 إلى 250 جم (4.4 إلى 8.8 أونصة)، %10 تزن 250 إلى 500 جرام (8.8 إلى 17.6 أونصة)، %20 تزن 500 إلى 1000 جرام (1.1 إلى 2.2 رطل)، %25 تزن 1000 إلى 2000 جرام (2.2 إلى 4.4 رطل)، %18 تزن 2000 إلى 4000 جرام (4.4 إلى 8.8 رطل) و %14 تزن أكثر من 4000 جرام (8.8 رطل). من خلال هذه المقارنة، يُقدر متوسط وزن الفريسة للعقبان ذات الذيل الإسفيني بـ 1750 جم (3.86 رطل)، وهو مشابه قليلاً للعقاب الخدارية (الاسم العلمي: Aquila verreauxii) ونحو %14 متقدمًتا عن متوسط حجم الفريسة العالمي للعقاب الذهبية (الاسم العلمي: Aquila chrysaetos). قدرت دراسات أخرى متوسط وزن الفريسة، والتي تبين متوسط وزن الفريسة في منطقة كانبرا في مقاطعة العاصمة الأسترالية في ثلاث دراسات مختلفة قدرت بـ 1,298 جم (2.862 رطل) و2،131 جم (4.698 رطل) و2890 جم (6.37 رطل)، وهي متفاوتة ومن المحتمل أن يكون ذلك بسبب تحول وزن الفرائس من الأرانب الصغيرة ووالكناغر الأكبر حجما. في دراسة صغيرة من آرمدال، بنيو ساوث ويلز، قدر أن متوسط وزن الفريسة كان 1,309 جم (2.886 رطل). العقاب إسفينية الذيل تصنف فقط خلف العقاب المتوجة (الاسم العلمي: Stephanoaetus coronatus) والعقاب المخادعة (الاسم العلمي: Harpia harpyja) وتنافس العقاب المقاتلة (الاسم العلمي: Polemaetus bellicosus) من ناحية إحتمالية أن تهاجم العقاب أكبر فريسة في المتوسط.

## حالة الحفظ
في التسعينيات، قُدر بصورة عامة أن عدد الأفراد هذا النوع يتراوح بين 10001 و1000000 فرد. اعتبارًا من عام 2009، أدرجت جمعية الطيور العالمية إجمالي عدد السكان على أنه 100000 فرد ناضج فقط، وربما يكونون متحفظين ومن المسلم به أنهم يعانون من ضعف البيانات الداعمة. اعتبارًا من هذا التحليل، تعتبر جمعية الطيور العالمية إجمالي عدد العقبان إسفينية الذيل في «زيادة محتملة». عمومًا، يبدو أن أعداد العقاب إسفينية الذيل مستقر. على الرغم من أن العقبان ذات الذيل الإسفيني غالبًا ما تكون أكثر ندرة مما يوحي به التوزيع الكبير، إلا أن توزيعها الإجمالي يغطي أكثر من 10.5 مليون كيلومتر مربع ومن المرجح تمامًا أن يكون عدد أفراد هذا النوع ضمن مئات الآلاف. قد يكون ترقق الغطاء الغابوي، والتزويد غير المقصود في لمصادر غذاء كالجيف، وعلى وجه الخصوص، إدخال الأرانب قد ساعد هذا النوع كثيرا، وقد تكون في الواقع أكثر شيوعًا الآن مما كانت عليه قبل الاستعمار الأوروبي. على الرغم من الحماية، إلا أن العقبان إسفينية الذيل يطلق عليها النار أو تُحاصر أو تقتل جراء أكلها جثث مسممة التي وضعها المزارعون الذي يعتبر العديد منهم هذا الطائر قاتلًا خطيرًا للأغنام. تاريخيا، كانت العقاب إسفينية الذيل عرضة لمستويات الاضطهاد عالية منافستا بذالك أي عقاب آخرى في العالم. بدأ الاضطهاد الشديد في العقود الأخيرة من القرن التاسع عشر، ويرجع ذلك إلى حد كبير إلى إنتشار تربية الأغنام على نطاق واسع في أستراليا. زعمت إحدى محطات كوينزلاند أنها سممت 1060 عقابا على مدار 8 أشهر في عام 1903. جعلت القوانين التي صدرت من عام 1909 إلى عام 1925 من إلزامي على مالكي الأراضي والمزارعين قتل العقبان كطيور ضارة مع تطبيق يحدده وزير أو مجلس الطيور الضارة في منطقة معينة، مما أدى إلى مزيد من الجهود الشاملة لإبادة هذا النوع. تم نصب فخاخ الأرانب حول الجثث ويمكن في بعض الأحيان أن تحاصر مصائد هيليغولاند عدة عقبان في وقت واحد، بخلاف إطلاق النار المستمر ومحاولات تسميم الطيور. بين عامي 1958 و1967، دُفعت 120000 مكافأة في ولايتي كوينزلاند وأستراليا الغربية فقط على العقبان إسفينية الذيل المقتولة، مما يعني مقتل 13000 في المتوسط كل عام. من عام 1967 إلى عام 1976، كانت عمليات القتل المتعمدة من طرف البشر على الأرجح مسؤولة عن 54٪ من وفيات العقبان إسفينية الذيل في غرب أستراليا، حيث قُتل ما يقدر بنحو 30.000 في عام 1969 في جميع أنحاء أستراليا. بدأت الحماية القانونية القوية في غرب أستراليا في الخمسينيات من القرن العشرين بشكل متزايد حتى السبعينيات أو ولاحقا في أي مكان أخر، وهي الآن محمية وتخضع لاضطهاد أقل. على الرغم من انخفاض الاضطهاد، اعتبارًا من الثمانينيات، قُتل 54٪ من العقبان المتعافية بحلول الثمانينيات بسبب الاضطهاد البشري. على الرغم من هذه المعدلات العالية للاضطهاد، كانت العقاب إسفينية الذيل مرنًة بشكل ملحوظ للاضطهاد العشوائي الذي يمارسه البشر بنفس طريقة العديد من الحيوانات البرية الأسترالية الأخرى، وخاصة الثدييات الأصلية في المنطقة، وأنواع العقبان الأخرى في كثير من الأحيان لا تماثلها في هذا.
غالبًا ما تتعرض هذه العقاب للأذى عن قصد بشكل أقل من خلال الاضطرابات البشرية من خلال تطوير الأراضي، وخاصة تكثيف المستوطنات الحديثة والأراضي الزراعية، والتي يمكن أن تؤدي بدورها إلى إزالة الأشجار، والاضطرابات في العش ما يؤدي إلى هجره وتراجع أنواع الفرائس المحلية، وكلها لها تأثير سلبي على العقبان إسفينية الذيل. لم ينخفض سمك قشر البيض كثيرًا عن طريق استخدام الـ دي.دي.تي على الأرجح بسبب النظام الغذائي الذي يعتمد على الثدييات إلى حد كبير، في حين أن الطيور الجارحة التي تستهلك الطيور أو الأسماك تتأثر بشكل غير متناسب بالـ دي.دي.تي. في بعض الأحيان، لا يزال هذا النوع عرضة لعمليات إطلاق النار والتسمم غير القانونية، ولكن الاضطهادات أصبحت أقل انتشارًا بشكل ملحوظ في العقود الأخيرة. من حين لآخر ولكن ليس شائعًا، تقتل هذه العقبان بواسطة سموم فلوروأسيتات الصوديوم المستخدمة منذ فترة طويلة «للتحكم» في الحياة البرية الأسترالية، ولكنها موجهة الآن عمومًا ضد الأنواع الغازية مثل الأرانب والخنازير الوحشية والثعالب. تتكون قائمة التهديدات الرئيسية المستمرة في القرن الحادي والعشرين للنسور ذات الذيل الإسفيني من: تدمير الموائل، بما في ذلك قطع الأشجار، والتطورات بما في ذلك التحضر، وتصادم بمزارع الرياح والاضطراب والتدمير المرتبط ببنائها، وزيادة كثافة السكان الريفيين، والاضطهاد غير قانوني في مناطق مزارع الأغنام، والغرق في خزانات مكشوفة في مناطق الرعي الجافة، وحوادث الطرق (خاصة أثناء البحث عن جيف الحيوانات التي قتلت في حوادث)، والتصادم مع الأسوار وخطوط الكهرباء والطائرات، والصعق المنتظم بالكهرباء، والتسمم من طعوم الأرانب والطُعوم الأخرى والتعرض للرصاص وشظايا الرصاص الأخرى التي قد تكون مسؤولة عن بعض حالات الضعف والوفاة لدى هذه العقبان. في شبه جزيرة فلوريو جُمع نحو 1.74 عقابا في المتوسط قد اصطدموا بتوربينات مزارع الرياح. قد تختلف احتياجات الحفظ في الموائل المختلفة، على سبيل المثال في المناطق المعتدلة الساحلية، ورد أن هذه العقاب تواجه صعوبة في التعشيش عند إزالة الأشجار من سفوح التلال، وفي الوقت نفسه، في الداخل، يكون أقل احتياجًا للأشجار في المواقع المرتفعة لأنه غالبًا ما يساعده العمود الدافئ. ومع ذلك، لا يمكن أن تستمر عمومًا حيث تتعرض الأشجار المورقة للإزالة. من بين 84 حالة وفاة أو إصابات موهنة للعقاب إسفينية الذيل، كان 52٪ بسبب الاصطدام أو الصعق بالكهرباء، و15.5٪ بسبب الاضطهاد، و11٪ لأسباب طبيعية، و15٪ لأسباب غير معروفة.

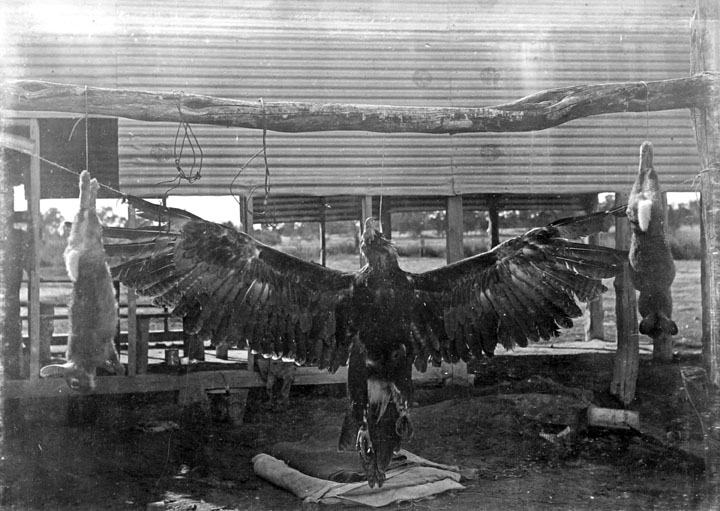
عقاب إسفينية الذيل قتلت خلال أوقات الاضطهاد الشديد، كوينزلاند 1910.

### الحالة في تسمانيا
النويعة التسمانية من العقاب إسفينية الذيل (Aquila audax fleayi)، مقيدة في نطاقها وموئلها في تسمانيا، حيث انتقلت الأرقام المقدرة من 140 زوجًا في الثمانينيات إلى 60-80 فقط بحلول منتصف التسعينيات. مع التعداد منخفض جدًا في الجزيرة من المحتمل أن يستمر في الانخفاض، كما يتضح من الاستبدال البطيء للأعضاء الزوجين المفقودين، تُصنف هذه النويعة بأنها مهددة بالانقراض. علاوة على ذلك، أظهرت الدراسات الاستقصائية التي قارنت 1977-1981 ببيانات 1998-2001 انخفاضًا بنسبة 28٪ في عدد العقبان المبلغ عنه في الجزيرة. عمومًا العقبان التسمانية إسفينية الذيل أقل تسامحًا مع التغيرات والاضطرابات البشرية بالقرب من موقع العش من العقبان في البر الرئيسي وهي أكثر تطلبا بما يتعلق بالموطن. تاريخيًا، حاولت منظمة الصيد نفسها في تسمانيا التي لعبت دورًا كبيرًا في انقراض الببور التسمانية (Thylacinus cynocephalus) أيضًا عن قصد اصطياد العقاب التسمانية إسفينية الذيل إلى الانقراض، بعد أن ادعت علنًا بشكل مغلوط أن هذا النوع غير أصلي في تسمانيا، ومع ذلك، من غير المرجح أن يستمر الصيد على نطاق واسع في الولاية. عند إزالة الموائل وتدهورها على نطاق واسع في تسمانيا، فمجموعات الفرائس المحلية تكون غير كافية لدعم حاجيات العقبان. علاوة على ذلك، يعتبر قطع الأشجار عاملا مساهما بشكل خاص في تسمانيا، حيث أن العقبان تعتمد على الغابات من أجل التفريخ. تشير الدراسات إلى أن عقبان تسمانيا تعشش في الغالب في الأشجار القديمة الناشئة في الغابات الأصلية والتي تكون المعرضة لأشعة الشمس في الصباح الباكر ومحمية من الرياح القوية السائدة ورياح الربيع الباردة، نظرًا للمناخ الأكثر اعتدالًا هناك مقارنتا بمعظم مناطق البر الرئيسي لأستراليا. هذه النويعة متطلبة لمساحات حرجية تزيد عن 10 هكتارات (25 فدانًا) للتكاثر وتكون عرضة جدًا للتخلي عن عشها عند الانزعاج. حُسب التغيير المتوقع للقدرة الاستيعابية لغابة تسمانيا نظرًا لنمذجة العمليات الحالية، مما يرجح إلى انخفاض عدد السكان. تشكل مزارع الرياح في تسمانيا تهديدًا عرضيًا أيضًا على الرغم من عدم الاعتقاد بأنها مصدر وفاة مهم للعقبان ذات الذيل الإسفيني، إلا أن هذا النوع، وخاصة اليافعين، أقل نجاحًا في تجنب الاصطدامات القاتلة معها بشكل أكبر من العقبان البحرية بيضاء البطن. علاوة على ذلك، من بين 109 جثة لعقاي عثر عليها في تسمانيا، كان لكل منها مستويات ضئيلة من الرصاص في أكبادهم أو عظام الفخد فهذا يشير إلى احتمال تعرض إلى ذخيرة الرصاص. بالإضافة إلى ذلك ، مثل جميع العقبان، فإن العقبان التسمانية ذات الذيل الإسفيني معرضة للصعق بالكهرباء، والاصطدام بالمركبات والأسلاك العلوية والأسوار وحالات التسمم، إلى حد كبير من خلال عمليات القتل غير القانوني التي يقوم بها صيادو الشياطين التسمانية (Sarcophilus harrisii) وغربان الغابة (Corvus tasmanicus). الجهود جارية لتخفيف الضرر الذي يلحق بالعقبان الإسفينية الذيل التسماني، لا سيما من خلال عمليات الحراجة. في المناطق المحمية، توجد بروتوكولات لحماية أعشاش العقبان التسمانية وحمايتها من خلال إنشاء محمية أعشاش لا تقل عن 10 هكتارات وقُيِّدت عملية الحراجة خلال موسم التكاثر إلى خارج منطقة عازلة تبلغ 500 متر (1600 قدم)، وتمتد إلى كيلومتر واحد (0.62 ميل) إذا كان العمل المقترح في خط رؤية العقبان المعششة. نحو %20 من الأزواج المعروفة تقع خارج المناطق المحمية وعلى الأراضي الخاصة، لذلك فهي إلى حد كبير خارج الحماية القانونية الصارمة التي تتمتع بها هذه النويعة على أراضي الغابات الحكومية.

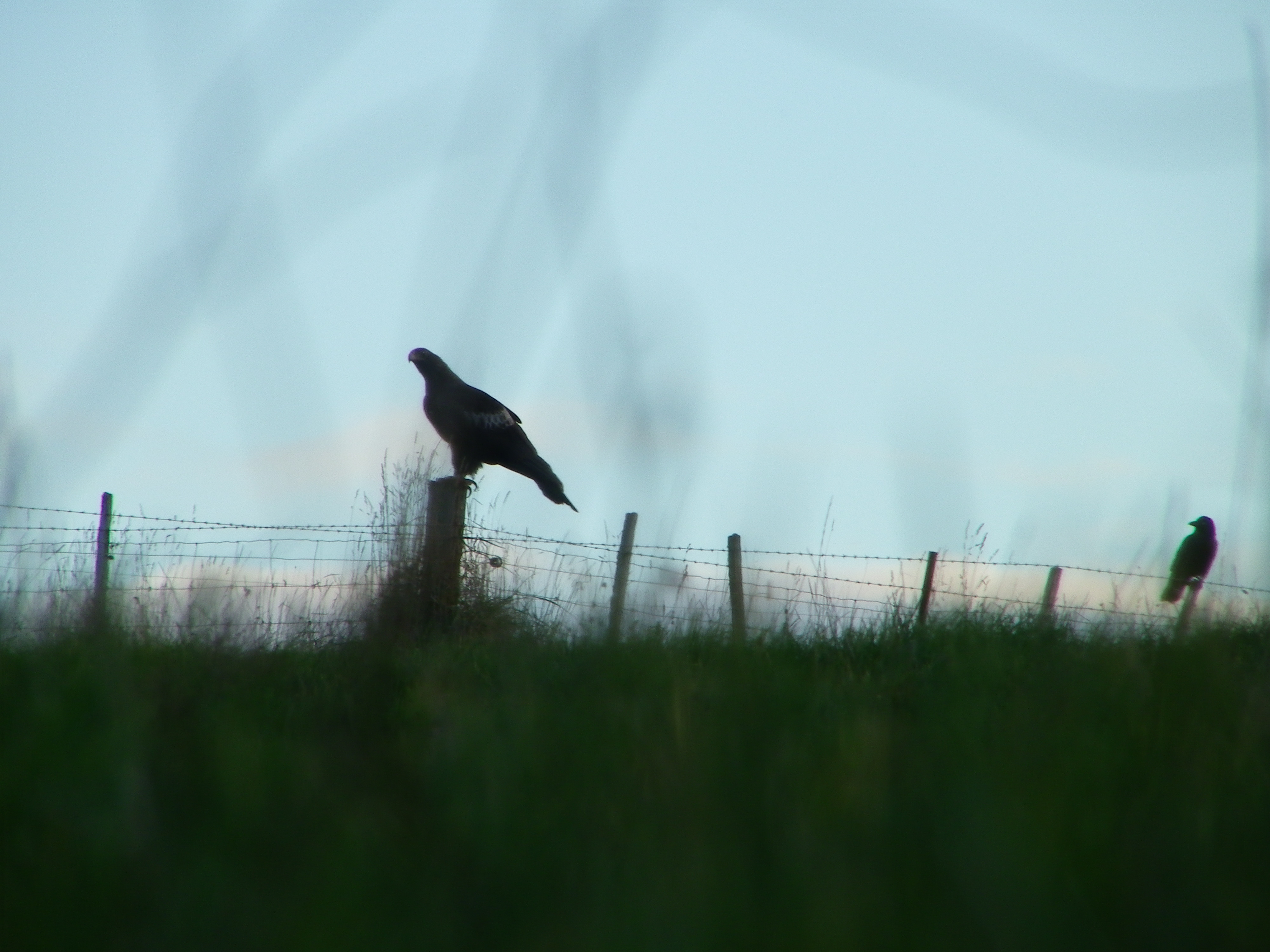
عقاب تسمانية إسفينية الذيل

## استعمالها شعاراً
العقاب إسفينية الذيل هي شعار الإقليم الشمالي. تستخدم دائرة المنتزهات والحياة البرية في الإقليم الشمالي هذا النوع بشكل متراكب فوق خريطة الإقليم الشمالي، كشعار لها. يحتوي شعار قوة «شرطة نيو ساوث ويلز» على عقاب إسفينية الذيل في حالة الطيران، كما هو الحال بالنسبة للخدمات الإصلاحية في الإقليم الشمالي. تستخدم جامعة لا تروب في ملبورن أيضًا العقاب إسفينية الذيل في شعار الشركة وشعار النبالة. العقاب إسفينية الذيل هي أيضًا رمز لقوة الدفاع الأسترالية، ويظهر بشكل بارز على علم د، م، أ ، ويستخدم كل من القوات الجوية الملكية الأسترالية والقوات الجوية الأسترالية للمجندين عقابا إسفينية الذيل على شاراتهم. أطلق سلاح الجو الملكي الأسترالي على طائرات الإنذار المبكر والتحكم المحمولة جواً اسم الطائر عليها (Boeing E-7 Wedgetail).

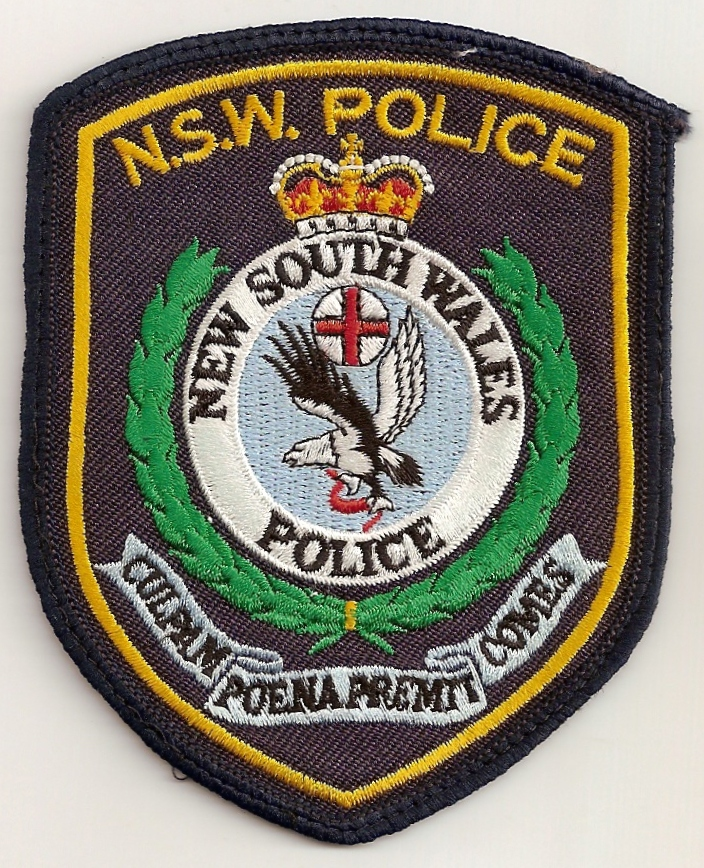
شعار شرطة ساوث ويلز

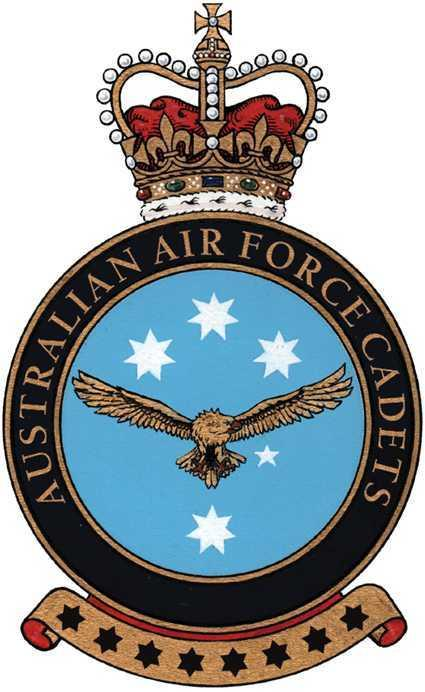
شعار القوات الجوية الأسترالية للمجندين

في أوائل عام 1967، تلقى فوج الفرسان الثاني بالجيش الأسترالي شارته الجديدة، وهي عقاب إسفينية الذيل تنقض وتحمل رمحًا يحمل شعار "Courage" في مخالبها. جالب الحظ للفوج كان عقاب إسفيني الذيل اسمه «كوريج». منذ تشكيلها، كان اثنان، «كوريج الأول» و«كوريج الثاني». في عام 1997، أثناء التدريب على الطيران مع مدربه، رفض العريف «كوريج الثاني» الإمتثال للأوامر وطار بعيدًا، ولم يُعثر عليه إلا بعد يومين بعد بحث مكثف. اتهم أنه تغيب دون إذن وخُفّضت رتبته إلى جندي. ولكن عاد إلى رتبة العريف عام 1998.
يستخدم نادي West coast eagles نادي كولينغوود لكرة القدم من أستراليا الغربية العقاب إسفينية الذيل كرمز للنادي. في السنوات الأخيرة، كان لديهم عقاب حقيقي من هذا النوع يُدعى «أوزي» يؤدي الحيل قبل المباريات.